# Llista d'asteroides (244001-245000)
Llista d'asteroides del 244.001 al 245.000, amb data de descoberta i descobridor. És un fragment de la llista d'asteroides completa. Als asteroides se'ls dona un número quan es confirma la seva òrbita, per tant apareixen llistats aproximadament segons la data de descobriment.

## 244001-244100
| Nom    | Designació provisional | Data de descobriment   | Lloc de descobriment | Descobridor/s              |
| ------ | ---------------------- | ---------------------- | -------------------- | -------------------------- |
| 244001 | 2001 SE39              | 16 de setembre de 2001 | Socorro              | LINEAR                     |
| 244002 | 2001 SC41              | 16 de setembre de 2001 | Socorro              | LINEAR                     |
| 244003 | 2001 SC45              | 16 de setembre de 2001 | Socorro              | LINEAR                     |
| 244004 | 2001 SV52              | 16 de setembre de 2001 | Socorro              | LINEAR                     |
| 244005 | 2001 SH59              | 17 de setembre de 2001 | Socorro              | LINEAR                     |
| 244006 | 2001 SB66              | 17 de setembre de 2001 | Socorro              | LINEAR                     |
| 244007 | 2001 SW77              | 19 de setembre de 2001 | Socorro              | LINEAR                     |
| 244008 | 2001 SE89              | 20 de setembre de 2001 | Socorro              | LINEAR                     |
| 244009 | 2001 SQ92              | 20 de setembre de 2001 | Socorro              | LINEAR                     |
| 244010 | 2001 SN98              | 20 de setembre de 2001 | Socorro              | LINEAR                     |
| 244011 | 2001 SH105             | 20 de setembre de 2001 | Socorro              | LINEAR                     |
| 244012 | 2001 SU114             | 20 de setembre de 2001 | Desert Eagle         | W. K. Y. Yeung             |
| 244013 | 2001 SY114             | 20 de setembre de 2001 | Desert Eagle         | W. K. Y. Yeung             |
| 244014 | 2001 SB117             | 16 de setembre de 2001 | Socorro              | LINEAR                     |
| 244015 | 2001 SQ119             | 16 de setembre de 2001 | Socorro              | LINEAR                     |
| 244016 | 2001 SD121             | 16 de setembre de 2001 | Socorro              | LINEAR                     |
| 244017 | 2001 SX121             | 16 de setembre de 2001 | Socorro              | LINEAR                     |
| 244018 | 2001 SL123             | 16 de setembre de 2001 | Socorro              | LINEAR                     |
| 244019 | 2001 SP131             | 16 de setembre de 2001 | Socorro              | LINEAR                     |
| 244020 | 2001 SY134             | 16 de setembre de 2001 | Socorro              | LINEAR                     |
| 244021 | 2001 SN146             | 16 de setembre de 2001 | Socorro              | LINEAR                     |
| 244022 | 2001 SS146             | 16 de setembre de 2001 | Socorro              | LINEAR                     |
| 244023 | 2001 SS150             | 17 de setembre de 2001 | Socorro              | LINEAR                     |
| 244024 | 2001 SK151             | 17 de setembre de 2001 | Socorro              | LINEAR                     |
| 244025 | 2001 SV162             | 17 de setembre de 2001 | Socorro              | LINEAR                     |
| 244026 | 2001 SF165             | 17 de setembre de 2001 | Socorro              | LINEAR                     |
| 244027 | 2001 SQ174             | 16 de setembre de 2001 | Socorro              | LINEAR                     |
| 244028 | 2001 SC180             | 19 de setembre de 2001 | Socorro              | LINEAR                     |
| 244029 | 2001 SC210             | 19 de setembre de 2001 | Socorro              | LINEAR                     |
| 244030 | 2001 SH215             | 19 de setembre de 2001 | Socorro              | LINEAR                     |
| 244031 | 2001 SX216             | 19 de setembre de 2001 | Socorro              | LINEAR                     |
| 244032 | 2001 SW218             | 19 de setembre de 2001 | Socorro              | LINEAR                     |
| 244033 | 2001 SG237             | 19 de setembre de 2001 | Socorro              | LINEAR                     |
| 244034 | 2001 SN238             | 19 de setembre de 2001 | Socorro              | LINEAR                     |
| 244035 | 2001 SZ240             | 19 de setembre de 2001 | Socorro              | LINEAR                     |
| 244036 | 2001 SW242             | 19 de setembre de 2001 | Socorro              | LINEAR                     |
| 244037 | 2001 SG258             | 20 de setembre de 2001 | Socorro              | LINEAR                     |
| 244038 | 2001 SU275             | 21 de setembre de 2001 | Kitt Peak            | Spacewatch                 |
| 244039 | 2001 ST288             | 28 de setembre de 2001 | Palomar              | NEAT                       |
| 244040 | 2001 SL298             | 20 de setembre de 2001 | Socorro              | LINEAR                     |
| 244041 | 2001 SD328             | 18 de setembre de 2001 | Anderson Mesa        | LONEOS                     |
| 244042 | 2001 SQ333             | 19 de setembre de 2001 | Socorro              | LINEAR                     |
| 244043 | 2001 SZ335             | 20 de setembre de 2001 | Kitt Peak            | Spacewatch                 |
| 244044 | 2001 SV344             | 23 de setembre de 2001 | Palomar              | NEAT                       |
| 244045 | 2001 SH348             | 26 de setembre de 2001 | Socorro              | LINEAR                     |
| 244046 | 2001 SU354             | 29 de setembre de 2001 | Palomar              | NEAT                       |
| 244047 | 2001 TK6               | 10 d'octubre de 2001   | Palomar              | NEAT                       |
| 244048 | 2001 TB9               | 9 d'octubre de 2001    | Socorro              | LINEAR                     |
| 244049 | 2001 TL13              | 14 d'octubre de 2001   | Socorro              | LINEAR                     |
| 244050 | 2001 TV25              | 14 d'octubre de 2001   | Socorro              | LINEAR                     |
| 244051 | 2001 TJ26              | 14 d'octubre de 2001   | Socorro              | LINEAR                     |
| 244052 | 2001 TX29              | 14 d'octubre de 2001   | Socorro              | LINEAR                     |
| 244053 | 2001 TJ47              | 14 d'octubre de 2001   | Cima Ekar            | Asiago-DLR Asteroid Survey |
| 244054 | 2001 TM68              | 13 d'octubre de 2001   | Socorro              | LINEAR                     |
| 244055 | 2001 TR77              | 13 d'octubre de 2001   | Socorro              | LINEAR                     |
| 244056 | 2001 TT77              | 13 d'octubre de 2001   | Socorro              | LINEAR                     |
| 244057 | 2001 TV80              | 14 d'octubre de 2001   | Socorro              | LINEAR                     |
| 244058 | 2001 TV83              | 14 d'octubre de 2001   | Socorro              | LINEAR                     |
| 244059 | 2001 TN88              | 14 d'octubre de 2001   | Socorro              | LINEAR                     |
| 244060 | 2001 TJ90              | 14 d'octubre de 2001   | Socorro              | LINEAR                     |
| 244061 | 2001 TW92              | 14 d'octubre de 2001   | Socorro              | LINEAR                     |
| 244062 | 2001 TB109             | 14 d'octubre de 2001   | Socorro              | LINEAR                     |
| 244063 | 2001 TJ110             | 14 d'octubre de 2001   | Socorro              | LINEAR                     |
| 244064 | 2001 TW117             | 15 d'octubre de 2001   | Socorro              | LINEAR                     |
| 244065 | 2001 TZ118             | 15 d'octubre de 2001   | Socorro              | LINEAR                     |
| 244066 | 2001 TR129             | 15 d'octubre de 2001   | Kitt Peak            | Spacewatch                 |
| 244067 | 2001 TD130             | 15 d'octubre de 2001   | Kitt Peak            | Spacewatch                 |
| 244068 | 2001 TM134             | 13 d'octubre de 2001   | Palomar              | NEAT                       |
| 244069 | 2001 TZ148             | 10 d'octubre de 2001   | Palomar              | NEAT                       |
| 244070 | 2001 TK158             | 11 d'octubre de 2001   | Palomar              | NEAT                       |
| 244071 | 2001 TT168             | 15 d'octubre de 2001   | Socorro              | LINEAR                     |
| 244072 | 2001 TM179             | 14 d'octubre de 2001   | Socorro              | LINEAR                     |
| 244073 | 2001 TN180             | 14 d'octubre de 2001   | Socorro              | LINEAR                     |
| 244074 | 2001 TC183             | 14 d'octubre de 2001   | Socorro              | LINEAR                     |
| 244075 | 2001 TQ200             | 11 d'octubre de 2001   | Socorro              | LINEAR                     |
| 244076 | 2001 TK210             | 13 d'octubre de 2001   | Anderson Mesa        | LONEOS                     |
| 244077 | 2001 TM216             | 13 d'octubre de 2001   | Palomar              | NEAT                       |
| 244078 | 2001 TE231             | 15 d'octubre de 2001   | Palomar              | NEAT                       |
| 244079 | 2001 TU237             | 10 d'octubre de 2001   | Palomar              | NEAT                       |
| 244080 | 2001 TO238             | 15 d'octubre de 2001   | Palomar              | NEAT                       |
| 244081 | 2001 UY5               | 21 d'octubre de 2001   | Desert Eagle         | W. K. Y. Yeung             |
| 244082 | 2001 UD21              | 17 d'octubre de 2001   | Socorro              | LINEAR                     |
| 244083 | 2001 UD22              | 17 d'octubre de 2001   | Socorro              | LINEAR                     |
| 244084 | 2001 UG33              | 16 d'octubre de 2001   | Socorro              | LINEAR                     |
| 244085 | 2001 UE47              | 17 d'octubre de 2001   | Socorro              | LINEAR                     |
| 244086 | 2001 UO50              | 17 d'octubre de 2001   | Socorro              | LINEAR                     |
| 244087 | 2001 UH52              | 17 d'octubre de 2001   | Socorro              | LINEAR                     |
| 244088 | 2001 UJ54              | 18 d'octubre de 2001   | Socorro              | LINEAR                     |
| 244089 | 2001 UT63              | 18 d'octubre de 2001   | Socorro              | LINEAR                     |
| 244090 | 2001 UC68              | 20 d'octubre de 2001   | Socorro              | LINEAR                     |
| 244091 | 2001 UM77              | 17 d'octubre de 2001   | Socorro              | LINEAR                     |
| 244092 | 2001 UV78              | 20 d'octubre de 2001   | Socorro              | LINEAR                     |
| 244093 | 2001 UM82              | 20 d'octubre de 2001   | Socorro              | LINEAR                     |
| 244094 | 2001 UK97              | 17 d'octubre de 2001   | Socorro              | LINEAR                     |
| 244095 | 2001 UZ100             | 20 d'octubre de 2001   | Socorro              | LINEAR                     |
| 244096 | 2001 US118             | 22 d'octubre de 2001   | Socorro              | LINEAR                     |
| 244097 | 2001 UN121             | 22 d'octubre de 2001   | Socorro              | LINEAR                     |
| 244098 | 2001 UE141             | 23 d'octubre de 2001   | Socorro              | LINEAR                     |
| 244099 | 2001 UE143             | 23 d'octubre de 2001   | Socorro              | LINEAR                     |
| 244100 | 2001 UW146             | 23 d'octubre de 2001   | Socorro              | LINEAR                     |

## 244101-244200
| Nom    | Designació provisional | Data de descobriment   | Lloc de descobriment | Descobridor/s            |
| ------ | ---------------------- | ---------------------- | -------------------- | ------------------------ |
| 244101 | 2001 UN147             | 23 d'octubre de 2001   | Socorro              | LINEAR                   |
| 244102 | 2001 UN150             | 23 d'octubre de 2001   | Socorro              | LINEAR                   |
| 244103 | 2001 UV171             | 24 d'octubre de 2001   | Socorro              | LINEAR                   |
| 244104 | 2001 UP184             | 16 d'octubre de 2001   | Kitt Peak            | Spacewatch               |
| 244105 | 2001 UW186             | 17 d'octubre de 2001   | Socorro              | LINEAR                   |
| 244106 | 2001 UL189             | 18 d'octubre de 2001   | Socorro              | LINEAR                   |
| 244107 | 2001 UD195             | 18 d'octubre de 2001   | Palomar              | NEAT                     |
| 244108 | 2001 UW204             | 19 d'octubre de 2001   | Palomar              | NEAT                     |
| 244109 | 2001 UX213             | 23 d'octubre de 2001   | Socorro              | LINEAR                   |
| 244110 | 2001 UC220             | 20 d'octubre de 2001   | Socorro              | LINEAR                   |
| 244111 | 2001 UV225             | 16 d'octubre de 2001   | Palomar              | NEAT                     |
| 244112 | 2001 UH227             | 16 d'octubre de 2001   | Palomar              | NEAT                     |
| 244113 | 2001 VU3               | 11 de novembre de 2001 | Kitt Peak            | Spacewatch               |
| 244114 | 2001 VX3               | 11 de novembre de 2001 | Kitt Peak            | Spacewatch               |
| 244115 | 2001 VG4               | 11 de novembre de 2001 | Socorro              | LINEAR                   |
| 244116 | 2001 VE7               | 9 de novembre de 2001  | Socorro              | LINEAR                   |
| 244117 | 2001 VU10              | 10 de novembre de 2001 | Socorro              | LINEAR                   |
| 244118 | 2001 VU13              | 10 de novembre de 2001 | Socorro              | LINEAR                   |
| 244119 | 2001 VH16              | 10 de novembre de 2001 | Palomar              | NEAT                     |
| 244120 | 2001 VP23              | 9 de novembre de 2001  | Socorro              | LINEAR                   |
| 244121 | 2001 VX35              | 9 de novembre de 2001  | Socorro              | LINEAR                   |
| 244122 | 2001 VV40              | 9 de novembre de 2001  | Socorro              | LINEAR                   |
| 244123 | 2001 VE41              | 9 de novembre de 2001  | Socorro              | LINEAR                   |
| 244124 | 2001 VV42              | 9 de novembre de 2001  | Socorro              | LINEAR                   |
| 244125 | 2001 VG43              | 9 de novembre de 2001  | Socorro              | LINEAR                   |
| 244126 | 2001 VK44              | 9 de novembre de 2001  | Socorro              | LINEAR                   |
| 244127 | 2001 VA46              | 9 de novembre de 2001  | Socorro              | LINEAR                   |
| 244128 | 2001 VQ57              | 10 de novembre de 2001 | Socorro              | LINEAR                   |
| 244129 | 2001 VE58              | 10 de novembre de 2001 | Socorro              | LINEAR                   |
| 244130 | 2001 VJ62              | 10 de novembre de 2001 | Socorro              | LINEAR                   |
| 244131 | 2001 VO62              | 10 de novembre de 2001 | Socorro              | LINEAR                   |
| 244132 | 2001 VN65              | 10 de novembre de 2001 | Socorro              | LINEAR                   |
| 244133 | 2001 VF82              | 10 de novembre de 2001 | Socorro              | LINEAR                   |
| 244134 | 2001 VE100             | 12 de novembre de 2001 | Socorro              | LINEAR                   |
| 244135 | 2001 VP102             | 12 de novembre de 2001 | Socorro              | LINEAR                   |
| 244136 | 2001 VW103             | 12 de novembre de 2001 | Socorro              | LINEAR                   |
| 244137 | 2001 VW118             | 12 de novembre de 2001 | Socorro              | LINEAR                   |
| 244138 | 2001 VR124             | 9 de novembre de 2001  | Socorro              | LINEAR                   |
| 244139 | 2001 VT124             | 9 de novembre de 2001  | Socorro              | LINEAR                   |
| 244140 | 2001 VZ132             | 12 de novembre de 2001 | Socorro              | LINEAR                   |
| 244141 | 2001 WV                | 16 de novembre de 2001 | Kitt Peak            | Spacewatch               |
| 244142 | 2001 WY                | 16 de novembre de 2001 | Kitt Peak            | Spacewatch               |
| 244143 | 2001 WH5               | 21 de novembre de 2001 | Socorro              | LINEAR                   |
| 244144 | 2001 WG15              | 17 de novembre de 2001 | Anderson Mesa        | LONEOS                   |
| 244145 | 2001 WU18              | 17 de novembre de 2001 | Socorro              | LINEAR                   |
| 244146 | 2001 WD24              | 17 de novembre de 2001 | Kitt Peak            | Spacewatch               |
| 244147 | 2001 WX24              | 18 de novembre de 2001 | Kitt Peak            | Spacewatch               |
| 244148 | 2001 WQ32              | 17 de novembre de 2001 | Socorro              | LINEAR                   |
| 244149 | 2001 WH33              | 17 de novembre de 2001 | Socorro              | LINEAR                   |
| 244150 | 2001 WW38              | 17 de novembre de 2001 | Socorro              | LINEAR                   |
| 244151 | 2001 WZ44              | 18 de novembre de 2001 | Socorro              | LINEAR                   |
| 244152 | 2001 WG56              | 19 de novembre de 2001 | Socorro              | LINEAR                   |
| 244153 | 2001 WN58              | 19 de novembre de 2001 | Socorro              | LINEAR                   |
| 244154 | 2001 WH61              | 19 de novembre de 2001 | Socorro              | LINEAR                   |
| 244155 | 2001 WJ65              | 20 de novembre de 2001 | Socorro              | LINEAR                   |
| 244156 | 2001 WR82              | 20 de novembre de 2001 | Socorro              | LINEAR                   |
| 244157 | 2001 WR90              | 21 de novembre de 2001 | Socorro              | LINEAR                   |
| 244158 | 2001 WE101             | 17 de novembre de 2001 | Kitt Peak            | Spacewatch               |
| 244159 | 2001 WN103             | 19 de novembre de 2001 | Anderson Mesa        | LONEOS                   |
| 244160 | 2001 XC8               | 8 de desembre de 2001  | Socorro              | LINEAR                   |
| 244161 | 2001 XK8               | 9 de desembre de 2001  | Socorro              | LINEAR                   |
| 244162 | 2001 XQ15              | 10 de desembre de 2001 | Socorro              | LINEAR                   |
| 244163 | 2001 XX15              | 10 de desembre de 2001 | Socorro              | LINEAR                   |
| 244164 | 2001 XV29              | 11 de desembre de 2001 | Socorro              | LINEAR                   |
| 244165 | 2001 XR44              | 9 de desembre de 2001  | Socorro              | LINEAR                   |
| 244166 | 2001 XA47              | 9 de desembre de 2001  | Socorro              | LINEAR                   |
| 244167 | 2001 XE61              | 10 de desembre de 2001 | Socorro              | LINEAR                   |
| 244168 | 2001 XS78              | 11 de desembre de 2001 | Socorro              | LINEAR                   |
| 244169 | 2001 XK81              | 11 de desembre de 2001 | Socorro              | LINEAR                   |
| 244170 | 2001 XV84              | 11 de desembre de 2001 | Socorro              | LINEAR                   |
| 244171 | 2001 XA89              | 10 de desembre de 2001 | Socorro              | LINEAR                   |
| 244172 | 2001 XS90              | 10 de desembre de 2001 | Socorro              | LINEAR                   |
| 244173 | 2001 XZ90              | 10 de desembre de 2001 | Socorro              | LINEAR                   |
| 244174 | 2001 XH120             | 14 de desembre de 2001 | Socorro              | LINEAR                   |
| 244175 | 2001 XK125             | 14 de desembre de 2001 | Socorro              | LINEAR                   |
| 244176 | 2001 XJ127             | 14 de desembre de 2001 | Socorro              | LINEAR                   |
| 244177 | 2001 XA134             | 14 de desembre de 2001 | Socorro              | LINEAR                   |
| 244178 | 2001 XX139             | 14 de desembre de 2001 | Socorro              | LINEAR                   |
| 244179 | 2001 XF150             | 14 de desembre de 2001 | Socorro              | LINEAR                   |
| 244180 | 2001 XC151             | 14 de desembre de 2001 | Socorro              | LINEAR                   |
| 244181 | 2001 XE180             | 14 de desembre de 2001 | Socorro              | LINEAR                   |
| 244182 | 2001 XS202             | 11 de desembre de 2001 | Socorro              | LINEAR                   |
| 244183 | 2001 XQ203             | 11 de desembre de 2001 | Socorro              | LINEAR                   |
| 244184 | 2001 XR205             | 11 de desembre de 2001 | Socorro              | LINEAR                   |
| 244185 | 2001 XG206             | 11 de desembre de 2001 | Socorro              | LINEAR                   |
| 244186 | 2001 XV215             | 14 de desembre de 2001 | Socorro              | LINEAR                   |
| 244187 | 2001 XP244             | 15 de desembre de 2001 | Socorro              | LINEAR                   |
| 244188 | 2001 XS244             | 15 de desembre de 2001 | Socorro              | LINEAR                   |
| 244189 | 2001 XS247             | 15 de desembre de 2001 | Socorro              | LINEAR                   |
| 244190 | 2001 XP267             | 15 de desembre de 2001 | Apache Point         | Sloan Digital Sky Survey |
| 244191 | 2001 YG13              | 17 de desembre de 2001 | Socorro              | LINEAR                   |
| 244192 | 2001 YR22              | 18 de desembre de 2001 | Socorro              | LINEAR                   |
| 244193 | 2001 YJ24              | 18 de desembre de 2001 | Socorro              | LINEAR                   |
| 244194 | 2001 YW34              | 18 de desembre de 2001 | Socorro              | LINEAR                   |
| 244195 | 2001 YP35              | 18 de desembre de 2001 | Socorro              | LINEAR                   |
| 244196 | 2001 YQ40              | 18 de desembre de 2001 | Socorro              | LINEAR                   |
| 244197 | 2001 YC44              | 18 de desembre de 2001 | Socorro              | LINEAR                   |
| 244198 | 2001 YP85              | 18 de desembre de 2001 | Socorro              | LINEAR                   |
| 244199 | 2001 YE89              | 18 de desembre de 2001 | Socorro              | LINEAR                   |
| 244200 | 2001 YU99              | 17 de desembre de 2001 | Socorro              | LINEAR                   |

## 244201-244300
| Nom    | Designació provisional | Data de descobriment   | Lloc de descobriment | Descobridor/s               |
| ------ | ---------------------- | ---------------------- | -------------------- | --------------------------- |
| 244201 | 2001 YL102             | 17 de desembre de 2001 | Socorro              | LINEAR                      |
| 244202 | 2001 YV120             | 18 de desembre de 2001 | Kitt Peak            | Spacewatch                  |
| 244203 | 2001 YJ130             | 17 de desembre de 2001 | Socorro              | LINEAR                      |
| 244204 | 2001 YH141             | 17 de desembre de 2001 | Kitt Peak            | Spacewatch                  |
| 244205 | 2001 YL144             | 17 de desembre de 2001 | Socorro              | LINEAR                      |
| 244206 | 2001 YB160             | 18 de desembre de 2001 | Apache Point         | Sloan Digital Sky Survey    |
| 244207 | 2002 AW7               | 6 de gener de 2002     | Kitt Peak            | Spacewatch                  |
| 244208 | 2002 AY7               | 6 de gener de 2002     | Kitt Peak            | Spacewatch                  |
| 244209 | 2002 AO15              | 7 de gener de 2002     | Socorro              | LINEAR                      |
| 244210 | 2002 AW22              | 5 de gener de 2002     | Palomar              | NEAT                        |
| 244211 | 2002 AV24              | 8 de gener de 2002     | Palomar              | NEAT                        |
| 244212 | 2002 AV44              | 9 de gener de 2002     | Socorro              | LINEAR                      |
| 244213 | 2002 AP46              | 9 de gener de 2002     | Socorro              | LINEAR                      |
| 244214 | 2002 AW49              | 9 de gener de 2002     | Socorro              | LINEAR                      |
| 244215 | 2002 AC50              | 9 de gener de 2002     | Socorro              | LINEAR                      |
| 244216 | 2002 AH76              | 8 de gener de 2002     | Socorro              | LINEAR                      |
| 244217 | 2002 AS79              | 8 de gener de 2002     | Socorro              | LINEAR                      |
| 244218 | 2002 AA93              | 14 de gener de 2002    | Cerro Tololo         | Deep Lens Survey            |
| 244219 | 2002 AV106             | 9 de gener de 2002     | Socorro              | LINEAR                      |
| 244220 | 2002 AJ144             | 13 de gener de 2002    | Socorro              | LINEAR                      |
| 244221 | 2002 AR157             | 13 de gener de 2002    | Socorro              | LINEAR                      |
| 244222 | 2002 AX161             | 13 de gener de 2002    | Socorro              | LINEAR                      |
| 244223 | 2002 AY176             | 14 de gener de 2002    | Socorro              | LINEAR                      |
| 244224 | 2002 AW177             | 14 de gener de 2002    | Socorro              | LINEAR                      |
| 244225 | 2002 BJ1               | 19 de gener de 2002    | Desert Eagle         | W. K. Y. Yeung              |
| 244226 | 2002 BB3               | 18 de gener de 2002    | Anderson Mesa        | LONEOS                      |
| 244227 | 2002 BD18              | 21 de gener de 2002    | Socorro              | LINEAR                      |
| 244228 | 2002 BG22              | 21 de gener de 2002    | Socorro              | LINEAR                      |
| 244229 | 2002 CZ15              | 9 de febrer de 2002    | Desert Eagle         | W. K. Y. Yeung              |
| 244230 | 2002 CO20              | 4 de febrer de 2002    | Haleakala            | NEAT                        |
| 244231 | 2002 CH47              | 3 de febrer de 2002    | Haleakala            | NEAT                        |
| 244232 | 2002 CX60              | 6 de febrer de 2002    | Socorro              | LINEAR                      |
| 244233 | 2002 CU68              | 7 de febrer de 2002    | Socorro              | LINEAR                      |
| 244234 | 2002 CP69              | 7 de febrer de 2002    | Socorro              | LINEAR                      |
| 244235 | 2002 CX69              | 7 de febrer de 2002    | Socorro              | LINEAR                      |
| 244236 | 2002 CC74              | 7 de febrer de 2002    | Socorro              | LINEAR                      |
| 244237 | 2002 CP76              | 7 de febrer de 2002    | Socorro              | LINEAR                      |
| 244238 | 2002 CK77              | 7 de febrer de 2002    | Socorro              | LINEAR                      |
| 244239 | 2002 CS85              | 7 de febrer de 2002    | Socorro              | LINEAR                      |
| 244240 | 2002 CH103             | 7 de febrer de 2002    | Socorro              | LINEAR                      |
| 244241 | 2002 CL110             | 7 de febrer de 2002    | Socorro              | LINEAR                      |
| 244242 | 2002 CU113             | 8 de febrer de 2002    | Socorro              | LINEAR                      |
| 244243 | 2002 CD117             | 14 de febrer de 2002   | Needville            | Needville                   |
| 244244 | 2002 CW119             | 7 de febrer de 2002    | Socorro              | LINEAR                      |
| 244245 | 2002 CC120             | 7 de febrer de 2002    | Socorro              | LINEAR                      |
| 244246 | 2002 CW120             | 7 de febrer de 2002    | Socorro              | LINEAR                      |
| 244247 | 2002 CC130             | 7 de febrer de 2002    | Socorro              | LINEAR                      |
| 244248 | 2002 CB143             | 9 de febrer de 2002    | Socorro              | LINEAR                      |
| 244249 | 2002 CQ153             | 8 de febrer de 2002    | Kitt Peak            | Spacewatch                  |
| 244250 | 2002 CM162             | 8 de febrer de 2002    | Socorro              | LINEAR                      |
| 244251 | 2002 CP172             | 8 de febrer de 2002    | Socorro              | LINEAR                      |
| 244252 | 2002 CF173             | 8 de febrer de 2002    | Socorro              | LINEAR                      |
| 244253 | 2002 CP183             | 10 de febrer de 2002   | Socorro              | LINEAR                      |
| 244254 | 2002 CR199             | 10 de febrer de 2002   | Socorro              | LINEAR                      |
| 244255 | 2002 CB204             | 10 de febrer de 2002   | Socorro              | LINEAR                      |
| 244256 | 2002 CT220             | 10 de febrer de 2002   | Socorro              | LINEAR                      |
| 244257 | 2002 CL222             | 11 de febrer de 2002   | Socorro              | LINEAR                      |
| 244258 | 2002 CD226             | 3 de febrer de 2002    | Haleakala            | NEAT                        |
| 244259 | 2002 CD242             | 11 de febrer de 2002   | Socorro              | LINEAR                      |
| 244260 | 2002 CB245             | 13 de febrer de 2002   | Socorro              | LINEAR                      |
| 244261 | 2002 CZ251             | 3 de febrer de 2002    | Haleakala            | NEAT                        |
| 244262 | 2002 CB252             | 3 de febrer de 2002    | Haleakala            | NEAT                        |
| 244263 | 2002 CR282             | 8 de febrer de 2002    | Kitt Peak            | M. W. Buie                  |
| 244264 | 2002 CE283             | 8 de febrer de 2002    | Kitt Peak            | Spacewatch                  |
| 244265 | 2002 CV303             | 13 de febrer de 2002   | Kitt Peak            | Spacewatch                  |
| 244266 | 2002 CR305             | 3 de febrer de 2002    | Anderson Mesa        | LONEOS                      |
| 244267 | 2002 CC306             | 5 de febrer de 2002    | Anderson Mesa        | LONEOS                      |
| 244268 | 2002 CP310             | 7 de febrer de 2002    | Palomar              | NEAT                        |
| 244269 | 2002 DN                | 16 de febrer de 2002   | Bohyunsan            | Y.-B. Jeon, B.-C. Lee       |
| 244270 | 2002 DN1               | 18 de febrer de 2002   | Cima Ekar            | Asiago-DLR Asteroid Survey  |
| 244271 | 2002 DJ19              | 22 de febrer de 2002   | Palomar              | NEAT                        |
| 244272 | 2002 DF20              | 16 de febrer de 2002   | Palomar              | NEAT                        |
| 244273 | 2002 EV5               | 11 de març de 2002     | Palomar              | NEAT                        |
| 244274 | 2002 EC7               | 6 de març de 2002      | Siding Spring        | R. H. McNaught              |
| 244275 | 2002 EG9               | 12 de març de 2002     | Kvistaberg           | Uppsala-DLR Asteroid Survey |
| 244276 | 2002 EH16              | 6 de març de 2002      | Palomar              | NEAT                        |
| 244277 | 2002 EL19              | 9 de març de 2002      | Palomar              | NEAT                        |
| 244278 | 2002 EG25              | 10 de març de 2002     | Anderson Mesa        | LONEOS                      |
| 244279 | 2002 EU27              | 9 de març de 2002      | Socorro              | LINEAR                      |
| 244280 | 2002 EJ39              | 9 de març de 2002      | Socorro              | LINEAR                      |
| 244281 | 2002 EB40              | 9 de març de 2002      | Socorro              | LINEAR                      |
| 244282 | 2002 ER70              | 13 de març de 2002     | Socorro              | LINEAR                      |
| 244283 | 2002 EC85              | 9 de març de 2002      | Socorro              | LINEAR                      |
| 244284 | 2002 EK93              | 14 de març de 2002     | Socorro              | LINEAR                      |
| 244285 | 2002 EL94              | 14 de març de 2002     | Socorro              | LINEAR                      |
| 244286 | 2002 EA101             | 6 de març de 2002      | Socorro              | LINEAR                      |
| 244287 | 2002 EV103             | 9 de març de 2002      | Anderson Mesa        | LONEOS                      |
| 244288 | 2002 EO108             | 9 de març de 2002      | Palomar              | NEAT                        |
| 244289 | 2002 EJ115             | 10 de març de 2002     | Anderson Mesa        | LONEOS                      |
| 244290 | 2002 EZ119             | 10 de març de 2002     | Kitt Peak            | Spacewatch                  |
| 244291 | 2002 EW135             | 12 de març de 2002     | Palomar              | NEAT                        |
| 244292 | 2002 EZ141             | 12 de març de 2002     | Palomar              | NEAT                        |
| 244293 | 2002 EG145             | 13 de març de 2002     | Palomar              | NEAT                        |
| 244294 | 2002 EK148             | 15 de març de 2002     | Palomar              | NEAT                        |
| 244295 | 2002 ES151             | 15 de març de 2002     | Socorro              | LINEAR                      |
| 244296 | 2002 EZ157             | 6 de març de 2002      | Palomar              | NEAT                        |
| 244297 | 2002 FD4               | 20 de març de 2002     | Desert Eagle         | W. K. Y. Yeung              |
| 244298 | 2002 FY5               | 22 de març de 2002     | Eskridge             | Eskridge                    |
| 244299 | 2002 FU25              | 19 de març de 2002     | Palomar              | NEAT                        |
| 244300 | 2002 FW25              | 19 de març de 2002     | Palomar              | NEAT                        |

## 244301-244400
| Nom    | Designació provisional | Data de descobriment | Lloc de descobriment | Descobridor/s  |
| ------ | ---------------------- | -------------------- | -------------------- | -------------- |
| 244301 | 2002 FJ35              | 21 de març de 2002   | Anderson Mesa        | LONEOS         |
| 244302 | 2002 GM4               | 9 d'abril de 2002    | Socorro              | LINEAR         |
| 244303 | 2002 GT8               | 9 d'abril de 2002    | Palomar              | NEAT           |
| 244304 | 2002 GE69              | 8 d'abril de 2002    | Palomar              | NEAT           |
| 244305 | 2002 GY78              | 10 d'abril de 2002   | Palomar              | NEAT           |
| 244306 | 2002 GM88              | 10 d'abril de 2002   | Socorro              | LINEAR         |
| 244307 | 2002 GL90              | 8 d'abril de 2002    | Kitt Peak            | Spacewatch     |
| 244308 | 2002 GG92              | 9 d'abril de 2002    | Kitt Peak            | Spacewatch     |
| 244309 | 2002 GQ93              | 9 d'abril de 2002    | Socorro              | LINEAR         |
| 244310 | 2002 GD105             | 11 d'abril de 2002   | Anderson Mesa        | LONEOS         |
| 244311 | 2002 GE107             | 11 d'abril de 2002   | Socorro              | LINEAR         |
| 244312 | 2002 GG128             | 12 d'abril de 2002   | Socorro              | LINEAR         |
| 244313 | 2002 GY133             | 12 d'abril de 2002   | Socorro              | LINEAR         |
| 244314 | 2002 GQ136             | 12 d'abril de 2002   | Socorro              | LINEAR         |
| 244315 | 2002 GA142             | 13 d'abril de 2002   | Palomar              | NEAT           |
| 244316 | 2002 GC154             | 12 d'abril de 2002   | Palomar              | NEAT           |
| 244317 | 2002 GU161             | 14 d'abril de 2002   | Socorro              | LINEAR         |
| 244318 | 2002 GU165             | 15 d'abril de 2002   | Palomar              | NEAT           |
| 244319 | 2002 GO172             | 10 d'abril de 2002   | Socorro              | LINEAR         |
| 244320 | 2002 GF177             | 7 d'abril de 2002    | Cerro Tololo         | M. W. Buie     |
| 244321 | 2002 GR181             | 5 d'abril de 2002    | Kitt Peak            | Spacewatch     |
| 244322 | 2002 GZ188             | 9 d'abril de 2002    | Palomar              | NEAT           |
| 244323 | 2002 HU10              | 22 d'abril de 2002   | Palomar              | NEAT           |
| 244324 | 2002 HT13              | 21 d'abril de 2002   | Socorro              | LINEAR         |
| 244325 | 2002 HB15              | 17 d'abril de 2002   | Socorro              | LINEAR         |
| 244326 | 2002 HN16              | 18 d'abril de 2002   | Socorro              | LINEAR         |
| 244327 | 2002 HD17              | 19 d'abril de 2002   | Kitt Peak            | Spacewatch     |
| 244328 | 2002 JL5               | 5 de maig de 2002    | Prescott             | P. G. Comba    |
| 244329 | 2002 JY9               | 6 de maig de 2002    | Socorro              | LINEAR         |
| 244330 | 2002 JW11              | 6 de maig de 2002    | Anderson Mesa        | LONEOS         |
| 244331 | 2002 JV21              | 9 de maig de 2002    | Desert Eagle         | W. K. Y. Yeung |
| 244332 | 2002 JH43              | 9 de maig de 2002    | Socorro              | LINEAR         |
| 244333 | 2002 JV52              | 9 de maig de 2002    | Socorro              | LINEAR         |
| 244334 | 2002 JE53              | 9 de maig de 2002    | Socorro              | LINEAR         |
| 244335 | 2002 JX62              | 8 de maig de 2002    | Socorro              | LINEAR         |
| 244336 | 2002 JJ86              | 11 de maig de 2002   | Socorro              | LINEAR         |
| 244337 | 2002 JR86              | 11 de maig de 2002   | Socorro              | LINEAR         |
| 244338 | 2002 JZ87              | 11 de maig de 2002   | Socorro              | LINEAR         |
| 244339 | 2002 JH104             | 10 de maig de 2002   | Socorro              | LINEAR         |
| 244340 | 2002 JR107             | 14 de maig de 2002   | Palomar              | NEAT           |
| 244341 | 2002 JW109             | 11 de maig de 2002   | Socorro              | LINEAR         |
| 244342 | 2002 JG114             | 6 de maig de 2002    | Socorro              | LINEAR         |
| 244343 | 2002 JM120             | 5 de maig de 2002    | Palomar              | NEAT           |
| 244344 | 2002 KY15              | 18 de maig de 2002   | Palomar              | NEAT           |
| 244345 | 2002 KJ16              | 16 de maig de 2002   | Palomar              | NEAT           |
| 244346 | 2002 LP                | 2 de juny de 2002    | Palomar              | NEAT           |
| 244347 | 2002 LT7               | 3 de juny de 2002    | Socorro              | LINEAR         |
| 244348 | 2002 LB27              | 7 de juny de 2002    | Socorro              | LINEAR         |
| 244349 | 2002 LF30              | 8 de juny de 2002    | Kitt Peak            | Spacewatch     |
| 244350 | 2002 LF43              | 10 de juny de 2002   | Socorro              | LINEAR         |
| 244351 | 2002 LO43              | 10 de juny de 2002   | Socorro              | LINEAR         |
| 244352 | 2002 LJ53              | 8 de juny de 2002    | Socorro              | LINEAR         |
| 244353 | 2002 LG61              | 2 de juny de 2002    | Palomar              | NEAT           |
| 244354 | 2002 LA63              | 13 de juny de 2002   | Palomar              | NEAT           |
| 244355 | 2002 MH                | 17 de juny de 2002   | Campo Imperatore     | CINEOS         |
| 244356 | 2002 NC7               | 9 de juliol de 2002  | Palomar              | NEAT           |
| 244357 | 2002 NF7               | 9 de juliol de 2002  | Palomar              | NEAT           |
| 244358 | 2002 NJ15              | 5 de juliol de 2002  | Socorro              | LINEAR         |
| 244359 | 2002 NT18              | 9 de juliol de 2002  | Socorro              | LINEAR         |
| 244360 | 2002 NK27              | 9 de juliol de 2002  | Socorro              | LINEAR         |
| 244361 | 2002 NN32              | 13 de juliol de 2002 | Socorro              | LINEAR         |
| 244362 | 2002 NN38              | 9 de juliol de 2002  | Campo Imperatore     | CINEOS         |
| 244363 | 2002 ND41              | 12 de juliol de 2002 | Palomar              | NEAT           |
| 244364 | 2002 NF41              | 13 de juliol de 2002 | Haleakala            | NEAT           |
| 244365 | 2002 NY41              | 14 de juliol de 2002 | Palomar              | NEAT           |
| 244366 | 2002 NE45              | 12 de juliol de 2002 | Palomar              | NEAT           |
| 244367 | 2002 NB51              | 3 de juliol de 2002  | Palomar              | NEAT           |
| 244368 | 2002 NN55              | 9 de juliol de 2002  | Socorro              | LINEAR         |
| 244369 | 2002 NF58              | 9 de juliol de 2002  | Palomar              | NEAT           |
| 244370 | 2002 OL14              | 18 de juliol de 2002 | Socorro              | LINEAR         |
| 244371 | 2002 OL16              | 18 de juliol de 2002 | Socorro              | LINEAR         |
| 244372 | 2002 OT19              | 27 de juliol de 2002 | Palomar              | NEAT           |
| 244373 | 2002 OD26              | 30 de juliol de 2002 | Haleakala            | NEAT           |
| 244374 | 2002 OU31              | 17 de juliol de 2002 | Palomar              | NEAT           |
| 244375 | 2002 OB33              | 18 de juliol de 2002 | Palomar              | NEAT           |
| 244376 | 2002 PF5               | 4 d'agost de 2002    | Palomar              | NEAT           |
| 244377 | 2002 PM7               | 6 d'agost de 2002    | Palomar              | NEAT           |
| 244378 | 2002 PT8               | 5 d'agost de 2002    | Palomar              | NEAT           |
| 244379 | 2002 PK11              | 5 d'agost de 2002    | Campo Imperatore     | CINEOS         |
| 244380 | 2002 PW14              | 6 d'agost de 2002    | Palomar              | NEAT           |
| 244381 | 2002 PH15              | 6 d'agost de 2002    | Palomar              | NEAT           |
| 244382 | 2002 PE26              | 6 d'agost de 2002    | Palomar              | NEAT           |
| 244383 | 2002 PY27              | 6 d'agost de 2002    | Palomar              | NEAT           |
| 244384 | 2002 PW29              | 6 d'agost de 2002    | Palomar              | NEAT           |
| 244385 | 2002 PF31              | 6 d'agost de 2002    | Palomar              | NEAT           |
| 244386 | 2002 PL38              | 6 d'agost de 2002    | Palomar              | NEAT           |
| 244387 | 2002 PF39              | 6 d'agost de 2002    | Palomar              | NEAT           |
| 244388 | 2002 PL64              | 3 d'agost de 2002    | Palomar              | NEAT           |
| 244389 | 2002 PK65              | 11 d'agost de 2002   | Palomar              | NEAT           |
| 244390 | 2002 PE69              | 11 d'agost de 2002   | Socorro              | LINEAR         |
| 244391 | 2002 PB75              | 12 d'agost de 2002   | Socorro              | LINEAR         |
| 244392 | 2002 PE89              | 11 d'agost de 2002   | Socorro              | LINEAR         |
| 244393 | 2002 PS90              | 12 d'agost de 2002   | Anderson Mesa        | LONEOS         |
| 244394 | 2002 PH97              | 14 d'agost de 2002   | Socorro              | LINEAR         |
| 244395 | 2002 PB111             | 13 d'agost de 2002   | Anderson Mesa        | LONEOS         |
| 244396 | 2002 PY111             | 14 d'agost de 2002   | Socorro              | LINEAR         |
| 244397 | 2002 PY114             | 15 d'agost de 2002   | Kitt Peak            | Spacewatch     |
| 244398 | 2002 PL116             | 14 d'agost de 2002   | Palomar              | NEAT           |
| 244399 | 2002 PX117             | 13 d'agost de 2002   | Palomar              | NEAT           |
| 244400 | 2002 PM118             | 13 d'agost de 2002   | Anderson Mesa        | LONEOS         |

## 244401-244500
| Nom    | Designació provisional | Data de descobriment   | Lloc de descobriment | Descobridor/s |
| ------ | ---------------------- | ---------------------- | -------------------- | ------------- |
| 244401 | 2002 PL123             | 15 d'agost de 2002     | Palomar              | NEAT          |
| 244402 | 2002 PZ124             | 13 d'agost de 2002     | Anderson Mesa        | LONEOS        |
| 244403 | 2002 PM126             | 14 d'agost de 2002     | Socorro              | LINEAR        |
| 244404 | 2002 PL131             | 14 d'agost de 2002     | Palomar              | NEAT          |
| 244405 | 2002 PV136             | 15 d'agost de 2002     | Anderson Mesa        | LONEOS        |
| 244406 | 2002 PH140             | 14 d'agost de 2002     | Socorro              | LINEAR        |
| 244407 | 2002 PG141             | 4 d'agost de 2002      | Socorro              | LINEAR        |
| 244408 | 2002 PK171             | 15 d'agost de 2002     | Palomar              | NEAT          |
| 244409 | 2002 PP171             | 14 d'agost de 2002     | Palomar              | NEAT          |
| 244410 | 2002 PW174             | 15 d'agost de 2002     | Palomar              | NEAT          |
| 244411 | 2002 PN178             | 15 d'agost de 2002     | Palomar              | NEAT          |
| 244412 | 2002 PQ185             | 15 d'agost de 2002     | Palomar              | NEAT          |
| 244413 | 2002 PQ186             | 11 d'agost de 2002     | Palomar              | NEAT          |
| 244414 | 2002 PJ189             | 7 d'agost de 2002      | Palomar              | NEAT          |
| 244415 | 2002 PH191             | 14 d'agost de 2002     | Palomar              | NEAT          |
| 244416 | 2002 QH                | 16 d'agost de 2002     | Socorro              | LINEAR        |
| 244417 | 2002 QP4               | 16 d'agost de 2002     | Palomar              | NEAT          |
| 244418 | 2002 QK6               | 18 d'agost de 2002     | Cottage Grove        | Cottage Grove |
| 244419 | 2002 QV14              | 26 d'agost de 2002     | Palomar              | NEAT          |
| 244420 | 2002 QZ18              | 26 d'agost de 2002     | Palomar              | NEAT          |
| 244421 | 2002 QO45              | 31 d'agost de 2002     | Anderson Mesa        | LONEOS        |
| 244422 | 2002 QA50              | 18 d'agost de 2002     | Palomar              | S. F. Hoenig  |
| 244423 | 2002 QL55              | 29 d'agost de 2002     | Palomar              | S. F. Hoenig  |
| 244424 | 2002 QX60              | 28 d'agost de 2002     | Palomar              | NEAT          |
| 244425 | 2002 QM62              | 28 d'agost de 2002     | Palomar              | NEAT          |
| 244426 | 2002 QF74              | 28 d'agost de 2002     | Palomar              | NEAT          |
| 244427 | 2002 QV78              | 17 d'agost de 2002     | Palomar              | NEAT          |
| 244428 | 2002 QH89              | 27 d'agost de 2002     | Palomar              | NEAT          |
| 244429 | 2002 QX92              | 29 d'agost de 2002     | Palomar              | NEAT          |
| 244430 | 2002 QH96              | 18 d'agost de 2002     | Palomar              | NEAT          |
| 244431 | 2002 QZ97              | 18 d'agost de 2002     | Palomar              | NEAT          |
| 244432 | 2002 QM99              | 18 d'agost de 2002     | Palomar              | NEAT          |
| 244433 | 2002 QT109             | 17 d'agost de 2002     | Palomar              | NEAT          |
| 244434 | 2002 QW117             | 16 d'agost de 2002     | Palomar              | NEAT          |
| 244435 | 2002 QT121             | 16 d'agost de 2002     | Palomar              | NEAT          |
| 244436 | 2002 RT7               | 3 de setembre de 2002  | Haleakala            | NEAT          |
| 244437 | 2002 RT10              | 4 de setembre de 2002  | Palomar              | NEAT          |
| 244438 | 2002 RX44              | 5 de setembre de 2002  | Socorro              | LINEAR        |
| 244439 | 2002 RC46              | 5 de setembre de 2002  | Socorro              | LINEAR        |
| 244440 | 2002 RY48              | 5 de setembre de 2002  | Socorro              | LINEAR        |
| 244441 | 2002 RY49              | 5 de setembre de 2002  | Socorro              | LINEAR        |
| 244442 | 2002 RJ53              | 5 de setembre de 2002  | Socorro              | LINEAR        |
| 244443 | 2002 RV56              | 5 de setembre de 2002  | Anderson Mesa        | LONEOS        |
| 244444 | 2002 RT66              | 3 de setembre de 2002  | Palomar              | NEAT          |
| 244445 | 2002 RA69              | 4 de setembre de 2002  | Anderson Mesa        | LONEOS        |
| 244446 | 2002 RQ70              | 4 de setembre de 2002  | Palomar              | NEAT          |
| 244447 | 2002 RE72              | 5 de setembre de 2002  | Socorro              | LINEAR        |
| 244448 | 2002 RZ76              | 5 de setembre de 2002  | Socorro              | LINEAR        |
| 244449 | 2002 RF97              | 5 de setembre de 2002  | Socorro              | LINEAR        |
| 244450 | 2002 RQ102             | 5 de setembre de 2002  | Socorro              | LINEAR        |
| 244451 | 2002 RE118             | 5 de setembre de 2002  | Socorro              | LINEAR        |
| 244452 | 2002 RE122             | 8 de setembre de 2002  | Haleakala            | NEAT          |
| 244453 | 2002 RC128             | 10 de setembre de 2002 | Palomar              | NEAT          |
| 244454 | 2002 RJ132             | 11 de setembre de 2002 | Palomar              | NEAT          |
| 244455 | 2002 RL138             | 10 de setembre de 2002 | Palomar              | NEAT          |
| 244456 | 2002 RS141             | 10 de setembre de 2002 | Haleakala            | NEAT          |
| 244457 | 2002 RT151             | 12 de setembre de 2002 | Palomar              | NEAT          |
| 244458 | 2002 RM157             | 11 de setembre de 2002 | Palomar              | NEAT          |
| 244459 | 2002 RW167             | 13 de setembre de 2002 | Palomar              | NEAT          |
| 244460 | 2002 RW171             | 13 de setembre de 2002 | Kitt Peak            | Spacewatch    |
| 244461 | 2002 RU173             | 13 de setembre de 2002 | Palomar              | NEAT          |
| 244462 | 2002 RQ174             | 13 de setembre de 2002 | Palomar              | NEAT          |
| 244463 | 2002 RM178             | 14 de setembre de 2002 | Palomar              | NEAT          |
| 244464 | 2002 RY178             | 14 de setembre de 2002 | Kitt Peak            | Spacewatch    |
| 244465 | 2002 RO184             | 12 de setembre de 2002 | Palomar              | NEAT          |
| 244466 | 2002 RD189             | 13 de setembre de 2002 | Palomar              | NEAT          |
| 244467 | 2002 RQ203             | 14 de setembre de 2002 | Palomar              | NEAT          |
| 244468 | 2002 RU205             | 14 de setembre de 2002 | Palomar              | NEAT          |
| 244469 | 2002 RC237             | 14 de setembre de 2002 | Haleakala            | R. Matson     |
| 244470 | 2002 RR246             | 14 de setembre de 2002 | Palomar              | NEAT          |
| 244471 | 2002 RD257             | 12 de setembre de 2002 | Palomar              | NEAT          |
| 244472 | 2002 RW260             | 10 de setembre de 2002 | Palomar              | NEAT          |
| 244473 | 2002 RT280             | 1 de setembre de 2002  | Palomar              | NEAT          |
| 244474 | 2002 SA6               | 27 de setembre de 2002 | Palomar              | NEAT          |
| 244475 | 2002 SS11              | 27 de setembre de 2002 | Palomar              | NEAT          |
| 244476 | 2002 SJ15              | 27 de setembre de 2002 | Palomar              | NEAT          |
| 244477 | 2002 SJ17              | 26 de setembre de 2002 | Palomar              | NEAT          |
| 244478 | 2002 SY22              | 26 de setembre de 2002 | Haleakala            | NEAT          |
| 244479 | 2002 SA26              | 28 de setembre de 2002 | Haleakala            | NEAT          |
| 244480 | 2002 SA39              | 30 de setembre de 2002 | Socorro              | LINEAR        |
| 244481 | 2002 SH58              | 30 de setembre de 2002 | Haleakala            | NEAT          |
| 244482 | 2002 SZ59              | 16 de setembre de 2002 | Haleakala            | NEAT          |
| 244483 | 2002 ST61              | 17 de setembre de 2002 | Palomar              | NEAT          |
| 244484 | 2002 SW71              | 29 de setembre de 2002 | Haleakala            | NEAT          |
| 244485 | 2002 TF1               | 1 d'octubre de 2002    | Anderson Mesa        | LONEOS        |
| 244486 | 2002 TU6               | 1 d'octubre de 2002    | Anderson Mesa        | LONEOS        |
| 244487 | 2002 TB16              | 2 d'octubre de 2002    | Socorro              | LINEAR        |
| 244488 | 2002 TV19              | 2 d'octubre de 2002    | Socorro              | LINEAR        |
| 244489 | 2002 TD39              | 2 d'octubre de 2002    | Socorro              | LINEAR        |
| 244490 | 2002 TM39              | 2 d'octubre de 2002    | Socorro              | LINEAR        |
| 244491 | 2002 TH51              | 2 d'octubre de 2002    | Socorro              | LINEAR        |
| 244492 | 2002 TZ52              | 2 d'octubre de 2002    | Socorro              | LINEAR        |
| 244493 | 2002 TB62              | 3 d'octubre de 2002    | Campo Imperatore     | CINEOS        |
| 244494 | 2002 TB63              | 3 d'octubre de 2002    | Campo Imperatore     | CINEOS        |
| 244495 | 2002 TB76              | 1 d'octubre de 2002    | Anderson Mesa        | LONEOS        |
| 244496 | 2002 TQ76              | 1 d'octubre de 2002    | Anderson Mesa        | LONEOS        |
| 244497 | 2002 TZ80              | 1 d'octubre de 2002    | Socorro              | LINEAR        |
| 244498 | 2002 TF84              | 2 d'octubre de 2002    | Haleakala            | NEAT          |
| 244499 | 2002 TK90              | 3 d'octubre de 2002    | Palomar              | NEAT          |
| 244500 | 2002 TE93              | 2 d'octubre de 2002    | Socorro              | LINEAR        |

## 244501-244600
| Nom    | Designació provisional | Data de descobriment   | Lloc de descobriment | Descobridor/s            |
| ------ | ---------------------- | ---------------------- | -------------------- | ------------------------ |
| 244501 | 2002 TB117             | 3 d'octubre de 2002    | Palomar              | NEAT                     |
| 244502 | 2002 TY121             | 3 d'octubre de 2002    | Palomar              | NEAT                     |
| 244503 | 2002 TB123             | 4 d'octubre de 2002    | Palomar              | NEAT                     |
| 244504 | 2002 TV133             | 4 d'octubre de 2002    | Anderson Mesa        | LONEOS                   |
| 244505 | 2002 TM134             | 4 d'octubre de 2002    | Palomar              | NEAT                     |
| 244506 | 2002 TG137             | 4 d'octubre de 2002    | Anderson Mesa        | LONEOS                   |
| 244507 | 2002 TK154             | 5 d'octubre de 2002    | Socorro              | LINEAR                   |
| 244508 | 2002 TM155             | 5 d'octubre de 2002    | Socorro              | LINEAR                   |
| 244509 | 2002 TP155             | 5 d'octubre de 2002    | Palomar              | NEAT                     |
| 244510 | 2002 TN158             | 5 d'octubre de 2002    | Palomar              | NEAT                     |
| 244511 | 2002 TK163             | 5 d'octubre de 2002    | Palomar              | NEAT                     |
| 244512 | 2002 TJ164             | 5 d'octubre de 2002    | Palomar              | NEAT                     |
| 244513 | 2002 TQ169             | 3 d'octubre de 2002    | Palomar              | NEAT                     |
| 244514 | 2002 TS172             | 4 d'octubre de 2002    | Anderson Mesa        | LONEOS                   |
| 244515 | 2002 TT176             | 5 d'octubre de 2002    | Socorro              | LINEAR                   |
| 244516 | 2002 TP182             | 4 d'octubre de 2002    | Palomar              | NEAT                     |
| 244517 | 2002 TU198             | 5 d'octubre de 2002    | Anderson Mesa        | LONEOS                   |
| 244518 | 2002 TY199             | 6 d'octubre de 2002    | Anderson Mesa        | LONEOS                   |
| 244519 | 2002 TM207             | 4 d'octubre de 2002    | Socorro              | LINEAR                   |
| 244520 | 2002 TO211             | 5 d'octubre de 2002    | Socorro              | LINEAR                   |
| 244521 | 2002 TM212             | 7 d'octubre de 2002    | Haleakala            | NEAT                     |
| 244522 | 2002 TW221             | 7 d'octubre de 2002    | Socorro              | LINEAR                   |
| 244523 | 2002 TJ222             | 7 d'octubre de 2002    | Anderson Mesa        | LONEOS                   |
| 244524 | 2002 TO222             | 7 d'octubre de 2002    | Socorro              | LINEAR                   |
| 244525 | 2002 TQ232             | 6 d'octubre de 2002    | Socorro              | LINEAR                   |
| 244526 | 2002 TU232             | 6 d'octubre de 2002    | Socorro              | LINEAR                   |
| 244527 | 2002 TT238             | 7 d'octubre de 2002    | Socorro              | LINEAR                   |
| 244528 | 2002 TH243             | 9 d'octubre de 2002    | Kitt Peak            | Spacewatch               |
| 244529 | 2002 TG269             | 9 d'octubre de 2002    | Socorro              | LINEAR                   |
| 244530 | 2002 TX278             | 10 d'octubre de 2002   | Socorro              | LINEAR                   |
| 244531 | 2002 TW283             | 10 d'octubre de 2002   | Socorro              | LINEAR                   |
| 244532 | 2002 TX299             | 15 d'octubre de 2002   | Palomar              | NEAT                     |
| 244533 | 2002 TX378             | 5 d'octubre de 2002    | Palomar              | NEAT                     |
| 244534 | 2002 TP383             | 5 d'octubre de 2002    | Apache Point         | Sloan Digital Sky Survey |
| 244535 | 2002 TV383             | 8 d'octubre de 2002    | Palomar              | NEAT                     |
| 244536 | 2002 UQ2               | 28 d'octubre de 2002   | Socorro              | LINEAR                   |
| 244537 | 2002 UE29              | 31 d'octubre de 2002   | Socorro              | LINEAR                   |
| 244538 | 2002 UC30              | 30 d'octubre de 2002   | Socorro              | LINEAR                   |
| 244539 | 2002 UT35              | 31 d'octubre de 2002   | Palomar              | NEAT                     |
| 244540 | 2002 UT70              | 30 d'octubre de 2002   | Socorro              | LINEAR                   |
| 244541 | 2002 UY70              | 31 d'octubre de 2002   | Socorro              | LINEAR                   |
| 244542 | 2002 UK71              | 29 d'octubre de 2002   | Palomar              | NEAT                     |
| 244543 | 2002 UG72              | 16 d'octubre de 2002   | Palomar              | NEAT                     |
| 244544 | 2002 UO73              | 31 d'octubre de 2002   | Palomar              | NEAT                     |
| 244545 | 2002 UX77              | 29 d'octubre de 2002   | Palomar              | NEAT                     |
| 244546 | 2002 UD78              | 31 d'octubre de 2002   | Apache Point         | Sloan Digital Sky Survey |
| 244547 | 2002 UO78              | 29 d'octubre de 2002   | Palomar              | NEAT                     |
| 244548 | 2002 VS11              | 1 de novembre de 2002  | Palomar              | NEAT                     |
| 244549 | 2002 VR16              | 5 de novembre de 2002  | Socorro              | LINEAR                   |
| 244550 | 2002 VP35              | 5 de novembre de 2002  | Socorro              | LINEAR                   |
| 244551 | 2002 VJ45              | 5 de novembre de 2002  | Socorro              | LINEAR                   |
| 244552 | 2002 VN50              | 5 de novembre de 2002  | Anderson Mesa        | LONEOS                   |
| 244553 | 2002 VN56              | 6 de novembre de 2002  | Anderson Mesa        | LONEOS                   |
| 244554 | 2002 VX57              | 6 de novembre de 2002  | Haleakala            | NEAT                     |
| 244555 | 2002 VX59              | 3 de novembre de 2002  | Haleakala            | NEAT                     |
| 244556 | 2002 VA61              | 5 de novembre de 2002  | Socorro              | LINEAR                   |
| 244557 | 2002 VY62              | 6 de novembre de 2002  | Socorro              | LINEAR                   |
| 244558 | 2002 VC83              | 7 de novembre de 2002  | Socorro              | LINEAR                   |
| 244559 | 2002 VV85              | 11 de novembre de 2002 | Socorro              | LINEAR                   |
| 244560 | 2002 VG92              | 11 de novembre de 2002 | Socorro              | LINEAR                   |
| 244561 | 2002 VT101             | 11 de novembre de 2002 | Socorro              | LINEAR                   |
| 244562 | 2002 VE104             | 12 de novembre de 2002 | Socorro              | LINEAR                   |
| 244563 | 2002 VG107             | 12 de novembre de 2002 | Socorro              | LINEAR                   |
| 244564 | 2002 VF116             | 12 de novembre de 2002 | Anderson Mesa        | LONEOS                   |
| 244565 | 2002 VZ116             | 13 de novembre de 2002 | Palomar              | NEAT                     |
| 244566 | 2002 VC117             | 13 de novembre de 2002 | Palomar              | NEAT                     |
| 244567 | 2002 VR126             | 13 de novembre de 2002 | Palomar              | NEAT                     |
| 244568 | 2002 VC140             | 13 de novembre de 2002 | Palomar              | NEAT                     |
| 244569 | 2002 VD141             | 1 de novembre de 2002  | Palomar              | NEAT                     |
| 244570 | 2002 VP143             | 15 de novembre de 2002 | Palomar              | NEAT                     |
| 244571 | 2002 WU                | 21 de novembre de 2002 | Palomar              | NEAT                     |
| 244572 | 2002 WV5               | 23 de novembre de 2002 | Palomar              | NEAT                     |
| 244573 | 2002 WW10              | 25 de novembre de 2002 | Palomar              | NEAT                     |
| 244574 | 2002 WZ14              | 28 de novembre de 2002 | Anderson Mesa        | LONEOS                   |
| 244575 | 2002 XX                | 1 de desembre de 2002  | Haleakala            | NEAT                     |
| 244576 | 2002 XA3               | 1 de desembre de 2002  | Socorro              | LINEAR                   |
| 244577 | 2002 XF5               | 2 de desembre de 2002  | Socorro              | LINEAR                   |
| 244578 | 2002 XD6               | 1 de desembre de 2002  | Socorro              | LINEAR                   |
| 244579 | 2002 XA8               | 2 de desembre de 2002  | Socorro              | LINEAR                   |
| 244580 | 2002 XU8               | 2 de desembre de 2002  | Socorro              | LINEAR                   |
| 244581 | 2002 XR9               | 2 de desembre de 2002  | Socorro              | LINEAR                   |
| 244582 | 2002 XH10              | 2 de desembre de 2002  | Haleakala            | NEAT                     |
| 244583 | 2002 XM16              | 3 de desembre de 2002  | Palomar              | NEAT                     |
| 244584 | 2002 XD30              | 6 de desembre de 2002  | Socorro              | LINEAR                   |
| 244585 | 2002 XA31              | 6 de desembre de 2002  | Socorro              | LINEAR                   |
| 244586 | 2002 XZ31              | 6 de desembre de 2002  | Socorro              | LINEAR                   |
| 244587 | 2002 XS47              | 10 de desembre de 2002 | Socorro              | LINEAR                   |
| 244588 | 2002 XK54              | 10 de desembre de 2002 | Palomar              | NEAT                     |
| 244589 | 2002 XK62              | 11 de desembre de 2002 | Socorro              | LINEAR                   |
| 244590 | 2002 XS62              | 11 de desembre de 2002 | Socorro              | LINEAR                   |
| 244591 | 2002 XZ63              | 11 de desembre de 2002 | Socorro              | LINEAR                   |
| 244592 | 2002 XX69              | 5 de desembre de 2002  | Socorro              | LINEAR                   |
| 244593 | 2002 XB70              | 10 de desembre de 2002 | Palomar              | NEAT                     |
| 244594 | 2002 XA83              | 13 de desembre de 2002 | Palomar              | NEAT                     |
| 244595 | 2002 XT83              | 13 de desembre de 2002 | Anderson Mesa        | LONEOS                   |
| 244596 | 2002 XJ84              | 11 de desembre de 2002 | Palomar              | NEAT                     |
| 244597 | 2002 XN84              | 13 de desembre de 2002 | Socorro              | LINEAR                   |
| 244598 | 2002 XJ89              | 14 de desembre de 2002 | Socorro              | LINEAR                   |
| 244599 | 2002 XP118             | 3 de desembre de 2002  | Palomar              | NEAT                     |
| 244600 | 2002 XX118             | 10 de desembre de 2002 | Palomar              | NEAT                     |

## 244601-244700
| Nom    | Designació provisional | Data de descobriment   | Lloc de descobriment | Descobridor/s |
| ------ | ---------------------- | ---------------------- | -------------------- | ------------- |
| 244601 | 2002 YQ1               | 27 de desembre de 2002 | Anderson Mesa        | LONEOS        |
| 244602 | 2002 YP3               | 28 de desembre de 2002 | Socorro              | LINEAR        |
| 244603 | 2002 YH17              | 31 de desembre de 2002 | Socorro              | LINEAR        |
| 244604 | 2002 YH23              | 31 de desembre de 2002 | Socorro              | LINEAR        |
| 244605 | 2002 YX28              | 31 de desembre de 2002 | Socorro              | LINEAR        |
| 244606 | 2002 YA30              | 31 de desembre de 2002 | Socorro              | LINEAR        |
| 244607 | 2002 YX34              | 31 de desembre de 2002 | Socorro              | LINEAR        |
| 244608 | 2003 AG5               | 1 de gener de 2003     | Socorro              | LINEAR        |
| 244609 | 2003 AV7               | 2 de gener de 2003     | Socorro              | LINEAR        |
| 244610 | 2003 AZ10              | 1 de gener de 2003     | Socorro              | LINEAR        |
| 244611 | 2003 AH13              | 1 de gener de 2003     | Socorro              | LINEAR        |
| 244612 | 2003 AO19              | 5 de gener de 2003     | Socorro              | LINEAR        |
| 244613 | 2003 AU34              | 7 de gener de 2003     | Socorro              | LINEAR        |
| 244614 | 2003 AQ50              | 5 de gener de 2003     | Socorro              | LINEAR        |
| 244615 | 2003 AW54              | 5 de gener de 2003     | Socorro              | LINEAR        |
| 244616 | 2003 AR62              | 8 de gener de 2003     | Socorro              | LINEAR        |
| 244617 | 2003 AQ65              | 7 de gener de 2003     | Socorro              | LINEAR        |
| 244618 | 2003 AN74              | 10 de gener de 2003    | Socorro              | LINEAR        |
| 244619 | 2003 AP88              | 2 de gener de 2003     | Socorro              | LINEAR        |
| 244620 | 2003 AD94              | 2 de gener de 2003     | Socorro              | LINEAR        |
| 244621 | 2003 BN11              | 26 de gener de 2003    | Anderson Mesa        | LONEOS        |
| 244622 | 2003 BC13              | 26 de gener de 2003    | Haleakala            | NEAT          |
| 244623 | 2003 BD17              | 26 de gener de 2003    | Haleakala            | NEAT          |
| 244624 | 2003 BO18              | 27 de gener de 2003    | Socorro              | LINEAR        |
| 244625 | 2003 BS24              | 25 de gener de 2003    | Palomar              | NEAT          |
| 244626 | 2003 BD29              | 27 de gener de 2003    | Anderson Mesa        | LONEOS        |
| 244627 | 2003 BL29              | 27 de gener de 2003    | Socorro              | LINEAR        |
| 244628 | 2003 BK50              | 27 de gener de 2003    | Socorro              | LINEAR        |
| 244629 | 2003 BV51              | 27 de gener de 2003    | Socorro              | LINEAR        |
| 244630 | 2003 BD59              | 27 de gener de 2003    | Socorro              | LINEAR        |
| 244631 | 2003 BA71              | 31 de gener de 2003    | Kitt Peak            | Spacewatch    |
| 244632 | 2003 BA74              | 29 de gener de 2003    | Palomar              | NEAT          |
| 244633 | 2003 BJ74              | 29 de gener de 2003    | Palomar              | NEAT          |
| 244634 | 2003 CD15              | 4 de febrer de 2003    | Socorro              | LINEAR        |
| 244635 | 2003 DR2               | 22 de febrer de 2003   | Kitt Peak            | Spacewatch    |
| 244636 | 2003 ED2               | 5 de març de 2003      | Socorro              | LINEAR        |
| 244637 | 2003 EQ7               | 6 de març de 2003      | Anderson Mesa        | LONEOS        |
| 244638 | 2003 ET9               | 6 de març de 2003      | Anderson Mesa        | LONEOS        |
| 244639 | 2003 EB18              | 6 de març de 2003      | Anderson Mesa        | LONEOS        |
| 244640 | 2003 EP46              | 8 de març de 2003      | Anderson Mesa        | LONEOS        |
| 244641 | 2003 FU13              | 23 de març de 2003     | Kitt Peak            | Spacewatch    |
| 244642 | 2003 FD16              | 23 de març de 2003     | Palomar              | NEAT          |
| 244643 | 2003 FR17              | 24 de març de 2003     | Kitt Peak            | Spacewatch    |
| 244644 | 2003 FZ45              | 24 de març de 2003     | Kitt Peak            | Spacewatch    |
| 244645 | 2003 FL82              | 27 de març de 2003     | Palomar              | NEAT          |
| 244646 | 2003 FM88              | 28 de març de 2003     | Kitt Peak            | Spacewatch    |
| 244647 | 2003 FF96              | 30 de març de 2003     | Anderson Mesa        | LONEOS        |
| 244648 | 2003 FZ118             | 26 de març de 2003     | Anderson Mesa        | LONEOS        |
| 244649 | 2003 FE131             | 23 de març de 2003     | Kitt Peak            | Spacewatch    |
| 244650 | 2003 GZ                | 1 d'abril de 2003      | Socorro              | LINEAR        |
| 244651 | 2003 GF3               | 1 d'abril de 2003      | Socorro              | LINEAR        |
| 244652 | 2003 GH7               | 1 d'abril de 2003      | Socorro              | LINEAR        |
| 244653 | 2003 GY38              | 8 d'abril de 2003      | Kitt Peak            | Spacewatch    |
| 244654 | 2003 HR9               | 25 d'abril de 2003     | Campo Imperatore     | CINEOS        |
| 244655 | 2003 HS10              | 25 d'abril de 2003     | Kitt Peak            | Spacewatch    |
| 244656 | 2003 HG12              | 25 d'abril de 2003     | Campo Imperatore     | CINEOS        |
| 244657 | 2003 HV17              | 25 d'abril de 2003     | Kitt Peak            | Spacewatch    |
| 244658 | 2003 HX20              | 24 d'abril de 2003     | Anderson Mesa        | LONEOS        |
| 244659 | 2003 HN26              | 26 d'abril de 2003     | Kitt Peak            | Spacewatch    |
| 244660 | 2003 HX26              | 27 d'abril de 2003     | Anderson Mesa        | LONEOS        |
| 244661 | 2003 HN27              | 28 d'abril de 2003     | Haleakala            | NEAT          |
| 244662 | 2003 HK28              | 26 d'abril de 2003     | Haleakala            | NEAT          |
| 244663 | 2003 HH53              | 30 d'abril de 2003     | Reedy Creek          | J. Broughton  |
| 244664 | 2003 HN53              | 22 d'abril de 2003     | Goodricke-Pigott     | J. W. Kessel  |
| 244665 | 2003 HX57              | 28 d'abril de 2003     | Socorro              | LINEAR        |
| 244666 | 2003 JT1               | 1 de maig de 2003      | Socorro              | LINEAR        |
| 244667 | 2003 JH5               | 1 de maig de 2003      | Socorro              | LINEAR        |
| 244668 | 2003 KF6               | 25 de maig de 2003     | Kitt Peak            | Spacewatch    |
| 244669 | 2003 KE14              | 25 de maig de 2003     | Kitt Peak            | Spacewatch    |
| 244670 | 2003 KN18              | 28 de maig de 2003     | Kitt Peak            | Spacewatch    |
| 244671 | 2003 KN33              | 27 de maig de 2003     | Kitt Peak            | Spacewatch    |
| 244672 | 2003 MS3               | 25 de juny de 2003     | Socorro              | LINEAR        |
| 244673 | 2003 MM6               | 25 de juny de 2003     | Socorro              | LINEAR        |
| 244674 | 2003 NS5               | 6 de juliol de 2003    | Socorro              | LINEAR        |
| 244675 | 2003 NC7               | 7 de juliol de 2003    | Reedy Creek          | J. Broughton  |
| 244676 | 2003 NT7               | 9 de juliol de 2003    | Kitt Peak            | Spacewatch    |
| 244677 | 2003 NR12              | 8 de juliol de 2003    | Palomar              | NEAT          |
| 244678 | 2003 OY                | 20 de juliol de 2003   | Socorro              | LINEAR        |
| 244679 | 2003 OC8               | 25 de juliol de 2003   | Reedy Creek          | J. Broughton  |
| 244680 | 2003 OG16              | 25 de juliol de 2003   | Socorro              | LINEAR        |
| 244681 | 2003 OY17              | 30 de juliol de 2003   | Reedy Creek          | J. Broughton  |
| 244682 | 2003 OG18              | 28 de juliol de 2003   | Haleakala            | NEAT          |
| 244683 | 2003 OL19              | 30 de juliol de 2003   | Socorro              | LINEAR        |
| 244684 | 2003 OH23              | 28 de juliol de 2003   | Bergisch Gladbac     | W. Bickel     |
| 244685 | 2003 OY23              | 24 de juliol de 2003   | Palomar              | NEAT          |
| 244686 | 2003 OL27              | 24 de juliol de 2003   | Palomar              | NEAT          |
| 244687 | 2003 OD33              | 25 de juliol de 2003   | Socorro              | LINEAR        |
| 244688 | 2003 OM33              | 25 de juliol de 2003   | Socorro              | LINEAR        |
| 244689 | 2003 PW5               | 1 d'agost de 2003      | Socorro              | LINEAR        |
| 244690 | 2003 PA7               | 1 d'agost de 2003      | Haleakala            | NEAT          |
| 244691 | 2003 QZ                | 17 d'agost de 2003     | Haleakala            | NEAT          |
| 244692 | 2003 QA3               | 19 d'agost de 2003     | Campo Imperatore     | CINEOS        |
| 244693 | 2003 QS3               | 17 d'agost de 2003     | Haleakala            | NEAT          |
| 244694 | 2003 QQ5               | 20 d'agost de 2003     | Campo Imperatore     | CINEOS        |
| 244695 | 2003 QN10              | 21 d'agost de 2003     | Socorro              | LINEAR        |
| 244696 | 2003 QZ11              | 21 d'agost de 2003     | Campo Imperatore     | CINEOS        |
| 244697 | 2003 QE15              | 20 d'agost de 2003     | Palomar              | NEAT          |
| 244698 | 2003 QQ16              | 20 d'agost de 2003     | Campo Imperatore     | CINEOS        |
| 244699 | 2003 QV20              | 22 d'agost de 2003     | Palomar              | NEAT          |
| 244700 | 2003 QJ21              | 22 d'agost de 2003     | Palomar              | NEAT          |

## 244701-244800
| Nom    | Designació provisional | Data de descobriment   | Lloc de descobriment | Descobridor/s  |
| ------ | ---------------------- | ---------------------- | -------------------- | -------------- |
| 244701 | 2003 QL21              | 22 d'agost de 2003     | Palomar              | NEAT           |
| 244702 | 2003 QQ23              | 21 d'agost de 2003     | Campo Imperatore     | CINEOS         |
| 244703 | 2003 QS23              | 21 d'agost de 2003     | Campo Imperatore     | CINEOS         |
| 244704 | 2003 QM26              | 22 d'agost de 2003     | Haleakala            | NEAT           |
| 244705 | 2003 QN29              | 23 d'agost de 2003     | Crni Vrh             | Crni Vrh       |
| 244706 | 2003 QJ35              | 22 d'agost de 2003     | Palomar              | NEAT           |
| 244707 | 2003 QD36              | 22 d'agost de 2003     | Socorro              | LINEAR         |
| 244708 | 2003 QM43              | 22 d'agost de 2003     | Palomar              | NEAT           |
| 244709 | 2003 QN46              | 23 d'agost de 2003     | Palomar              | NEAT           |
| 244710 | 2003 QL51              | 22 d'agost de 2003     | Haleakala            | NEAT           |
| 244711 | 2003 QS51              | 23 d'agost de 2003     | Palomar              | NEAT           |
| 244712 | 2003 QT52              | 23 d'agost de 2003     | Socorro              | LINEAR         |
| 244713 | 2003 QZ52              | 23 d'agost de 2003     | Socorro              | LINEAR         |
| 244714 | 2003 QF55              | 23 d'agost de 2003     | Socorro              | LINEAR         |
| 244715 | 2003 QW55              | 23 d'agost de 2003     | Socorro              | LINEAR         |
| 244716 | 2003 QF68              | 25 d'agost de 2003     | Socorro              | LINEAR         |
| 244717 | 2003 QL69              | 25 d'agost de 2003     | Palomar              | NEAT           |
| 244718 | 2003 QS76              | 24 d'agost de 2003     | Socorro              | LINEAR         |
| 244719 | 2003 QP78              | 24 d'agost de 2003     | Socorro              | LINEAR         |
| 244720 | 2003 QZ81              | 23 d'agost de 2003     | Palomar              | NEAT           |
| 244721 | 2003 QB85              | 24 d'agost de 2003     | Socorro              | LINEAR         |
| 244722 | 2003 QN85              | 24 d'agost de 2003     | Palomar              | NEAT           |
| 244723 | 2003 QL99              | 30 d'agost de 2003     | Haleakala            | NEAT           |
| 244724 | 2003 QV99              | 28 d'agost de 2003     | Socorro              | LINEAR         |
| 244725 | 2003 QC107             | 31 d'agost de 2003     | Socorro              | LINEAR         |
| 244726 | 2003 QG107             | 31 d'agost de 2003     | Socorro              | LINEAR         |
| 244727 | 2003 QX114             | 21 d'agost de 2003     | Campo Imperatore     | CINEOS         |
| 244728 | 2003 RU5               | 4 de setembre de 2003  | Crni Vrh             | Crni Vrh       |
| 244729 | 2003 RQ9               | 4 de setembre de 2003  | Socorro              | LINEAR         |
| 244730 | 2003 RB12              | 13 de setembre de 2003 | Haleakala            | NEAT           |
| 244731 | 2003 RT12              | 14 de setembre de 2003 | Haleakala            | NEAT           |
| 244732 | 2003 RJ14              | 14 de setembre de 2003 | Haleakala            | NEAT           |
| 244733 | 2003 RT17              | 15 de setembre de 2003 | Palomar              | NEAT           |
| 244734 | 2003 RH22              | 15 de setembre de 2003 | Haleakala            | NEAT           |
| 244735 | 2003 RW22              | 3 de setembre de 2003  | Socorro              | LINEAR         |
| 244736 | 2003 ST10              | 17 de setembre de 2003 | Kitt Peak            | Spacewatch     |
| 244737 | 2003 SP12              | 16 de setembre de 2003 | Kitt Peak            | Spacewatch     |
| 244738 | 2003 SL26              | 17 de setembre de 2003 | Haleakala            | NEAT           |
| 244739 | 2003 SY27              | 18 de setembre de 2003 | Palomar              | NEAT           |
| 244740 | 2003 SR31              | 18 de setembre de 2003 | Kitt Peak            | Spacewatch     |
| 244741 | 2003 SY33              | 18 de setembre de 2003 | Socorro              | LINEAR         |
| 244742 | 2003 SV35              | 17 de setembre de 2003 | Haleakala            | NEAT           |
| 244743 | 2003 SP39              | 16 de setembre de 2003 | Palomar              | NEAT           |
| 244744 | 2003 SG40              | 16 de setembre de 2003 | Palomar              | NEAT           |
| 244745 | 2003 SF44              | 16 de setembre de 2003 | Anderson Mesa        | LONEOS         |
| 244746 | 2003 SE46              | 16 de setembre de 2003 | Anderson Mesa        | LONEOS         |
| 244747 | 2003 SU46              | 16 de setembre de 2003 | Anderson Mesa        | LONEOS         |
| 244748 | 2003 SU52              | 19 de setembre de 2003 | Palomar              | NEAT           |
| 244749 | 2003 SJ54              | 16 de setembre de 2003 | Anderson Mesa        | LONEOS         |
| 244750 | 2003 SS56              | 16 de setembre de 2003 | Kitt Peak            | Spacewatch     |
| 244751 | 2003 SZ57              | 16 de setembre de 2003 | Kitt Peak            | Spacewatch     |
| 244752 | 2003 SN61              | 17 de setembre de 2003 | Socorro              | LINEAR         |
| 244753 | 2003 SC62              | 17 de setembre de 2003 | Socorro              | LINEAR         |
| 244754 | 2003 SE62              | 17 de setembre de 2003 | Kitt Peak            | Spacewatch     |
| 244755 | 2003 SF66              | 18 de setembre de 2003 | Socorro              | LINEAR         |
| 244756 | 2003 SZ80              | 19 de setembre de 2003 | Kitt Peak            | Spacewatch     |
| 244757 | 2003 SJ82              | 17 de setembre de 2003 | Kitt Peak            | Spacewatch     |
| 244758 | 2003 SF84              | 20 de setembre de 2003 | Socorro              | LINEAR         |
| 244759 | 2003 SS85              | 16 de setembre de 2003 | Palomar              | NEAT           |
| 244760 | 2003 ST89              | 18 de setembre de 2003 | Palomar              | NEAT           |
| 244761 | 2003 SD98              | 19 de setembre de 2003 | Kitt Peak            | Spacewatch     |
| 244762 | 2003 SY98              | 19 de setembre de 2003 | Haleakala            | NEAT           |
| 244763 | 2003 SD102             | 20 de setembre de 2003 | Socorro              | LINEAR         |
| 244764 | 2003 SO108             | 20 de setembre de 2003 | Palomar              | NEAT           |
| 244765 | 2003 SZ110             | 20 de setembre de 2003 | Kitt Peak            | Spacewatch     |
| 244766 | 2003 SF117             | 16 de setembre de 2003 | Kitt Peak            | Spacewatch     |
| 244767 | 2003 SK118             | 16 de setembre de 2003 | Palomar              | NEAT           |
| 244768 | 2003 SP126             | 19 de setembre de 2003 | Haleakala            | NEAT           |
| 244769 | 2003 SR131             | 18 de setembre de 2003 | Kitt Peak            | Spacewatch     |
| 244770 | 2003 SL134             | 18 de setembre de 2003 | Palomar              | NEAT           |
| 244771 | 2003 SH135             | 19 de setembre de 2003 | Kitt Peak            | Spacewatch     |
| 244772 | 2003 SY142             | 20 de setembre de 2003 | Socorro              | LINEAR         |
| 244773 | 2003 SL144             | 19 de setembre de 2003 | Palomar              | NEAT           |
| 244774 | 2003 SZ146             | 20 de setembre de 2003 | Palomar              | NEAT           |
| 244775 | 2003 SJ149             | 16 de setembre de 2003 | Kitt Peak            | Spacewatch     |
| 244776 | 2003 SM152             | 19 de setembre de 2003 | Anderson Mesa        | LONEOS         |
| 244777 | 2003 SR161             | 18 de setembre de 2003 | Palomar              | NEAT           |
| 244778 | 2003 SA167             | 22 de setembre de 2003 | Desert Eagle         | W. K. Y. Yeung |
| 244779 | 2003 SU167             | 22 de setembre de 2003 | Haleakala            | NEAT           |
| 244780 | 2003 SY169             | 23 de setembre de 2003 | Haleakala            | NEAT           |
| 244781 | 2003 SX173             | 18 de setembre de 2003 | Socorro              | LINEAR         |
| 244782 | 2003 SY178             | 19 de setembre de 2003 | Kitt Peak            | Spacewatch     |
| 244783 | 2003 SZ181             | 20 de setembre de 2003 | Socorro              | LINEAR         |
| 244784 | 2003 SN189             | 22 de setembre de 2003 | Kitt Peak            | Spacewatch     |
| 244785 | 2003 SJ195             | 20 de setembre de 2003 | Palomar              | NEAT           |
| 244786 | 2003 SD197             | 21 de setembre de 2003 | Anderson Mesa        | LONEOS         |
| 244787 | 2003 SX197             | 21 de setembre de 2003 | Anderson Mesa        | LONEOS         |
| 244788 | 2003 SN204             | 22 de setembre de 2003 | Socorro              | LINEAR         |
| 244789 | 2003 SV209             | 25 de setembre de 2003 | Haleakala            | NEAT           |
| 244790 | 2003 SQ210             | 23 de setembre de 2003 | Palomar              | NEAT           |
| 244791 | 2003 SV212             | 25 de setembre de 2003 | Haleakala            | NEAT           |
| 244792 | 2003 SG215             | 18 de setembre de 2003 | Kitt Peak            | Spacewatch     |
| 244793 | 2003 SW218             | 28 de setembre de 2003 | Desert Eagle         | W. K. Y. Yeung |
| 244794 | 2003 SM233             | 25 de setembre de 2003 | Palomar              | NEAT           |
| 244795 | 2003 SL234             | 25 de setembre de 2003 | Palomar              | NEAT           |
| 244796 | 2003 SS245             | 26 de setembre de 2003 | Socorro              | LINEAR         |
| 244797 | 2003 SZ245             | 26 de setembre de 2003 | Socorro              | LINEAR         |
| 244798 | 2003 ST246             | 26 de setembre de 2003 | Socorro              | LINEAR         |
| 244799 | 2003 SX251             | 26 de setembre de 2003 | Socorro              | LINEAR         |
| 244800 | 2003 SO252             | 26 de setembre de 2003 | Socorro              | LINEAR         |

## 244801-244900
| Nom    | Designació provisional | Data de descobriment   | Lloc de descobriment | Descobridor/s            |
| ------ | ---------------------- | ---------------------- | -------------------- | ------------------------ |
| 244801 | 2003 SW263             | 28 de setembre de 2003 | Socorro              | LINEAR                   |
| 244802 | 2003 SL266             | 29 de setembre de 2003 | Socorro              | LINEAR                   |
| 244803 | 2003 SJ269             | 20 de setembre de 2003 | Bergisch Gladbac     | W. Bickel                |
| 244804 | 2003 SJ273             | 27 de setembre de 2003 | Kitt Peak            | Spacewatch               |
| 244805 | 2003 SQ273             | 28 de setembre de 2003 | Kitt Peak            | Spacewatch               |
| 244806 | 2003 SU275             | 29 de setembre de 2003 | Socorro              | LINEAR                   |
| 244807 | 2003 SG283             | 20 de setembre de 2003 | Socorro              | LINEAR                   |
| 244808 | 2003 SP286             | 21 de setembre de 2003 | Palomar              | NEAT                     |
| 244809 | 2003 ST295             | 29 de setembre de 2003 | Anderson Mesa        | LONEOS                   |
| 244810 | 2003 SG309             | 27 de setembre de 2003 | Socorro              | LINEAR                   |
| 244811 | 2003 ST309             | 27 de setembre de 2003 | Socorro              | LINEAR                   |
| 244812 | 2003 ST319             | 28 de setembre de 2003 | Socorro              | LINEAR                   |
| 244813 | 2003 SG324             | 17 de setembre de 2003 | Kitt Peak            | Spacewatch               |
| 244814 | 2003 ST326             | 18 de setembre de 2003 | Kitt Peak            | Spacewatch               |
| 244815 | 2003 SL328             | 20 de setembre de 2003 | Anderson Mesa        | LONEOS                   |
| 244816 | 2003 SY332             | 30 de setembre de 2003 | Kitt Peak            | Spacewatch               |
| 244817 | 2003 SV339             | 26 de setembre de 2003 | Apache Point         | Sloan Digital Sky Survey |
| 244818 | 2003 ST399             | 26 de setembre de 2003 | Apache Point         | Sloan Digital Sky Survey |
| 244819 | 2003 TA3               | 1 d'octubre de 2003    | Kitt Peak            | Spacewatch               |
| 244820 | 2003 TA4               | 2 d'octubre de 2003    | Kitt Peak            | Spacewatch               |
| 244821 | 2003 TJ6               | 1 d'octubre de 2003    | Anderson Mesa        | LONEOS                   |
| 244822 | 2003 TS43              | 2 d'octubre de 2003    | Kitt Peak            | Spacewatch               |
| 244823 | 2003 TR49              | 3 d'octubre de 2003    | Kitt Peak            | Spacewatch               |
| 244824 | 2003 TV53              | 5 d'octubre de 2003    | Kitt Peak            | Spacewatch               |
| 244825 | 2003 UX4               | 17 d'octubre de 2003   | Socorro              | LINEAR                   |
| 244826 | 2003 US11              | 20 d'octubre de 2003   | Socorro              | LINEAR                   |
| 244827 | 2003 UL13              | 18 d'octubre de 2003   | Palomar              | NEAT                     |
| 244828 | 2003 UM28              | 19 d'octubre de 2003   | Kitt Peak            | Spacewatch               |
| 244829 | 2003 UC40              | 16 d'octubre de 2003   | Kitt Peak            | Spacewatch               |
| 244830 | 2003 UJ41              | 16 d'octubre de 2003   | Haleakala            | NEAT                     |
| 244831 | 2003 UX42              | 17 d'octubre de 2003   | Kitt Peak            | Spacewatch               |
| 244832 | 2003 UC44              | 18 d'octubre de 2003   | Kitt Peak            | Spacewatch               |
| 244833 | 2003 UW49              | 16 d'octubre de 2003   | Palomar              | NEAT                     |
| 244834 | 2003 UA58              | 16 d'octubre de 2003   | Palomar              | NEAT                     |
| 244835 | 2003 UG62              | 16 d'octubre de 2003   | Anderson Mesa        | LONEOS                   |
| 244836 | 2003 UO82              | 19 d'octubre de 2003   | Palomar              | NEAT                     |
| 244837 | 2003 UT91              | 20 d'octubre de 2003   | Kitt Peak            | Spacewatch               |
| 244838 | 2003 UF102             | 20 d'octubre de 2003   | Socorro              | LINEAR                   |
| 244839 | 2003 UY102             | 20 d'octubre de 2003   | Kitt Peak            | Spacewatch               |
| 244840 | 2003 UU106             | 18 d'octubre de 2003   | Palomar              | NEAT                     |
| 244841 | 2003 UP107             | 19 d'octubre de 2003   | Kitt Peak            | Spacewatch               |
| 244842 | 2003 UP113             | 20 d'octubre de 2003   | Socorro              | LINEAR                   |
| 244843 | 2003 UC123             | 19 d'octubre de 2003   | Kitt Peak            | Spacewatch               |
| 244844 | 2003 UD124             | 20 d'octubre de 2003   | Palomar              | NEAT                     |
| 244845 | 2003 UM124             | 20 d'octubre de 2003   | Kitt Peak            | Spacewatch               |
| 244846 | 2003 UP128             | 21 d'octubre de 2003   | Kitt Peak            | Spacewatch               |
| 244847 | 2003 UR134             | 20 d'octubre de 2003   | Palomar              | NEAT                     |
| 244848 | 2003 UN135             | 21 d'octubre de 2003   | Palomar              | NEAT                     |
| 244849 | 2003 UY137             | 21 d'octubre de 2003   | Socorro              | LINEAR                   |
| 244850 | 2003 UH140             | 16 d'octubre de 2003   | Anderson Mesa        | LONEOS                   |
| 244851 | 2003 US143             | 18 d'octubre de 2003   | Anderson Mesa        | LONEOS                   |
| 244852 | 2003 UG145             | 18 d'octubre de 2003   | Anderson Mesa        | LONEOS                   |
| 244853 | 2003 UB148             | 19 d'octubre de 2003   | Socorro              | LINEAR                   |
| 244854 | 2003 UE150             | 20 d'octubre de 2003   | Socorro              | LINEAR                   |
| 244855 | 2003 UT152             | 21 d'octubre de 2003   | Socorro              | LINEAR                   |
| 244856 | 2003 UK169             | 22 d'octubre de 2003   | Socorro              | LINEAR                   |
| 244857 | 2003 UQ170             | 22 d'octubre de 2003   | Kitt Peak            | Spacewatch               |
| 244858 | 2003 UC173             | 20 d'octubre de 2003   | Palomar              | NEAT                     |
| 244859 | 2003 UA194             | 20 d'octubre de 2003   | Socorro              | LINEAR                   |
| 244860 | 2003 UG195             | 20 d'octubre de 2003   | Kitt Peak            | Spacewatch               |
| 244861 | 2003 UK196             | 21 d'octubre de 2003   | Kitt Peak            | Spacewatch               |
| 244862 | 2003 UR201             | 21 d'octubre de 2003   | Socorro              | LINEAR                   |
| 244863 | 2003 UO208             | 22 d'octubre de 2003   | Kitt Peak            | Spacewatch               |
| 244864 | 2003 UK217             | 21 d'octubre de 2003   | Socorro              | LINEAR                   |
| 244865 | 2003 UM217             | 21 d'octubre de 2003   | Socorro              | LINEAR                   |
| 244866 | 2003 UT219             | 21 d'octubre de 2003   | Socorro              | LINEAR                   |
| 244867 | 2003 UE222             | 22 d'octubre de 2003   | Palomar              | NEAT                     |
| 244868 | 2003 UL222             | 22 d'octubre de 2003   | Socorro              | LINEAR                   |
| 244869 | 2003 UW237             | 23 d'octubre de 2003   | Kitt Peak            | Spacewatch               |
| 244870 | 2003 UU240             | 24 d'octubre de 2003   | Kitt Peak            | Spacewatch               |
| 244871 | 2003 UK243             | 24 d'octubre de 2003   | Socorro              | LINEAR                   |
| 244872 | 2003 UC244             | 24 d'octubre de 2003   | Socorro              | LINEAR                   |
| 244873 | 2003 UD246             | 24 d'octubre de 2003   | Kitt Peak            | Spacewatch               |
| 244874 | 2003 US259             | 25 d'octubre de 2003   | Socorro              | LINEAR                   |
| 244875 | 2003 UQ272             | 29 d'octubre de 2003   | Kitt Peak            | Spacewatch               |
| 244876 | 2003 UX273             | 29 d'octubre de 2003   | Socorro              | LINEAR                   |
| 244877 | 2003 UT275             | 29 d'octubre de 2003   | Socorro              | LINEAR                   |
| 244878 | 2003 UH276             | 29 d'octubre de 2003   | Catalina             | CSS                      |
| 244879 | 2003 UR281             | 29 d'octubre de 2003   | Anderson Mesa        | LONEOS                   |
| 244880 | 2003 UR285             | 22 d'octubre de 2003   | Kitt Peak            | M. W. Buie               |
| 244881 | 2003 UJ316             | 23 d'octubre de 2003   | Kitt Peak            | Spacewatch               |
| 244882 | 2003 UC365             | 20 d'octubre de 2003   | Kitt Peak            | Spacewatch               |
| 244883 | 2003 UU378             | 22 d'octubre de 2003   | Apache Point         | Sloan Digital Sky Survey |
| 244884 | 2003 UD400             | 22 d'octubre de 2003   | Kitt Peak            | Spacewatch               |
| 244885 | 2003 VT                | 5 de novembre de 2003  | Socorro              | LINEAR                   |
| 244886 | 2003 VK11              | 15 de novembre de 2003 | Palomar              | NEAT                     |
| 244887 | 2003 WO3               | 16 de novembre de 2003 | Catalina             | CSS                      |
| 244888 | 2003 WC13              | 19 de novembre de 2003 | Mauna Kea            | Mauna Kea                |
| 244889 | 2003 WB17              | 18 de novembre de 2003 | Palomar              | NEAT                     |
| 244890 | 2003 WN30              | 18 de novembre de 2003 | Kitt Peak            | Spacewatch               |
| 244891 | 2003 WP30              | 18 de novembre de 2003 | Kitt Peak            | Spacewatch               |
| 244892 | 2003 WQ35              | 19 de novembre de 2003 | Palomar              | NEAT                     |
| 244893 | 2003 WY39              | 19 de novembre de 2003 | Kitt Peak            | Spacewatch               |
| 244894 | 2003 WV44              | 19 de novembre de 2003 | Palomar              | NEAT                     |
| 244895 | 2003 WZ56              | 18 de novembre de 2003 | Palomar              | NEAT                     |
| 244896 | 2003 WO58              | 18 de novembre de 2003 | Kitt Peak            | Spacewatch               |
| 244897 | 2003 WO72              | 20 de novembre de 2003 | Socorro              | LINEAR                   |
| 244898 | 2003 WU72              | 20 de novembre de 2003 | Socorro              | LINEAR                   |
| 244899 | 2003 WU77              | 20 de novembre de 2003 | Socorro              | LINEAR                   |
| 244900 | 2003 WC82              | 19 de novembre de 2003 | Socorro              | LINEAR                   |

## 244901-245000
| Nom           | Designació provisional | Data de descobriment   | Lloc de descobriment | Descobridor/s    |
| ------------- | ---------------------- | ---------------------- | -------------------- | ---------------- |
| 244901        | 2003 WO86              | 21 de novembre de 2003 | Socorro              | LINEAR           |
| 244902        | 2003 WQ87              | 22 de novembre de 2003 | Catalina             | CSS              |
| 244903        | 2003 WL95              | 19 de novembre de 2003 | Anderson Mesa        | LONEOS           |
| 244904        | 2003 WZ97              | 19 de novembre de 2003 | Anderson Mesa        | LONEOS           |
| 244905        | 2003 WJ120             | 20 de novembre de 2003 | Socorro              | LINEAR           |
| 244906        | 2003 WY121             | 20 de novembre de 2003 | Socorro              | LINEAR           |
| 244907        | 2003 WP125             | 20 de novembre de 2003 | Socorro              | LINEAR           |
| 244908        | 2003 WC129             | 21 de novembre de 2003 | Socorro              | LINEAR           |
| 244909        | 2003 WN131             | 21 de novembre de 2003 | Palomar              | NEAT             |
| 244910        | 2003 WQ132             | 20 de novembre de 2003 | Socorro              | LINEAR           |
| 244911        | 2003 WU133             | 21 de novembre de 2003 | Socorro              | LINEAR           |
| 244912        | 2003 WC135             | 21 de novembre de 2003 | Socorro              | LINEAR           |
| 244913        | 2003 WU135             | 21 de novembre de 2003 | Socorro              | LINEAR           |
| 244914        | 2003 WK140             | 21 de novembre de 2003 | Socorro              | LINEAR           |
| 244915        | 2003 WL141             | 21 de novembre de 2003 | Socorro              | LINEAR           |
| 244916        | 2003 WV144             | 21 de novembre de 2003 | Socorro              | LINEAR           |
| 244917        | 2003 WB155             | 26 de novembre de 2003 | Kitt Peak            | Spacewatch       |
| 244918        | 2003 WK155             | 26 de novembre de 2003 | Kitt Peak            | Spacewatch       |
| 244919        | 2003 WN159             | 29 de novembre de 2003 | Socorro              | LINEAR           |
| 244920        | 2003 WB164             | 30 de novembre de 2003 | Kitt Peak            | Spacewatch       |
| 244921        | 2003 WU165             | 30 de novembre de 2003 | Kitt Peak            | Spacewatch       |
| 244922        | 2003 WY166             | 18 de novembre de 2003 | Palomar              | NEAT             |
| 244923        | 2003 WA170             | 20 de novembre de 2003 | Palomar              | NEAT             |
| 244924        | 2003 WK175             | 19 de novembre de 2003 | Kitt Peak            | Spacewatch       |
| 244925        | 2003 WH183             | 23 de novembre de 2003 | Kitt Peak            | M. W. Buie       |
| 244926        | 2003 WN190             | 26 de novembre de 2003 | Socorro              | LINEAR           |
| 244927        | 2003 WE194             | 24 de novembre de 2003 | Kitt Peak            | Spacewatch       |
| 244928        | 2003 XY1               | 1 de desembre de 2003  | Socorro              | LINEAR           |
| 244929        | 2003 XB20              | 14 de desembre de 2003 | Kitt Peak            | Spacewatch       |
| 244930        | 2003 XC20              | 14 de desembre de 2003 | Kitt Peak            | Spacewatch       |
| 244931        | 2003 XM20              | 15 de desembre de 2003 | Socorro              | LINEAR           |
| 244932 Melies | 2003 XW21              | 15 de desembre de 2003 | Saint-Sulpice        | B. Christophe    |
| 244933        | 2003 YF3               | 18 de desembre de 2003 | Socorro              | LINEAR           |
| 244934        | 2003 YQ6               | 17 de desembre de 2003 | Anderson Mesa        | LONEOS           |
| 244935        | 2003 YA9               | 20 de desembre de 2003 | Socorro              | LINEAR           |
| 244936        | 2003 YR14              | 17 de desembre de 2003 | Socorro              | LINEAR           |
| 244937        | 2003 YZ25              | 18 de desembre de 2003 | Socorro              | LINEAR           |
| 244938        | 2003 YY33              | 17 de desembre de 2003 | Anderson Mesa        | LONEOS           |
| 244939        | 2003 YV49              | 18 de desembre de 2003 | Socorro              | LINEAR           |
| 244940        | 2003 YL53              | 19 de desembre de 2003 | Socorro              | LINEAR           |
| 244941        | 2003 YC54              | 19 de desembre de 2003 | Kitt Peak            | Spacewatch       |
| 244942        | 2003 YT69              | 21 de desembre de 2003 | Kitt Peak            | Spacewatch       |
| 244943        | 2003 YU77              | 18 de desembre de 2003 | Socorro              | LINEAR           |
| 244944        | 2003 YQ78              | 18 de desembre de 2003 | Socorro              | LINEAR           |
| 244945        | 2003 YE80              | 18 de desembre de 2003 | Socorro              | LINEAR           |
| 244946        | 2003 YZ80              | 18 de desembre de 2003 | Socorro              | LINEAR           |
| 244947        | 2003 YP81              | 18 de desembre de 2003 | Socorro              | LINEAR           |
| 244948        | 2003 YX82              | 18 de desembre de 2003 | Kitt Peak            | Spacewatch       |
| 244949        | 2003 YF95              | 19 de desembre de 2003 | Socorro              | LINEAR           |
| 244950        | 2003 YK97              | 19 de desembre de 2003 | Socorro              | LINEAR           |
| 244951        | 2003 YH106             | 22 de desembre de 2003 | Socorro              | LINEAR           |
| 244952        | 2003 YH112             | 23 de desembre de 2003 | Socorro              | LINEAR           |
| 244953        | 2003 YX113             | 24 de desembre de 2003 | Socorro              | LINEAR           |
| 244954        | 2003 YZ136             | 27 de desembre de 2003 | Socorro              | LINEAR           |
| 244955        | 2003 YE137             | 27 de desembre de 2003 | Kitt Peak            | Spacewatch       |
| 244956        | 2003 YW140             | 28 de desembre de 2003 | Socorro              | LINEAR           |
| 244957        | 2003 YS141             | 28 de desembre de 2003 | Socorro              | LINEAR           |
| 244958        | 2003 YB144             | 28 de desembre de 2003 | Socorro              | LINEAR           |
| 244959        | 2003 YO145             | 28 de desembre de 2003 | Socorro              | LINEAR           |
| 244960        | 2003 YW148             | 29 de desembre de 2003 | Socorro              | LINEAR           |
| 244961        | 2003 YJ150             | 29 de desembre de 2003 | Socorro              | LINEAR           |
| 244962        | 2003 YT157             | 17 de desembre de 2003 | Kitt Peak            | Spacewatch       |
| 244963        | 2003 YO170             | 18 de desembre de 2003 | Kitt Peak            | Spacewatch       |
| 244964        | 2004 AT7               | 13 de gener de 2004    | Anderson Mesa        | LONEOS           |
| 244965        | 2004 AL19              | 15 de gener de 2004    | Kitt Peak            | Spacewatch       |
| 244966        | 2004 BC1               | 16 de gener de 2004    | Kitt Peak            | Spacewatch       |
| 244967        | 2004 BA17              | 17 de gener de 2004    | Palomar              | NEAT             |
| 244968        | 2004 BK18              | 17 de gener de 2004    | Palomar              | NEAT             |
| 244969        | 2004 BA26              | 18 de gener de 2004    | Needville            | J. Dellinger     |
| 244970        | 2004 BU29              | 18 de gener de 2004    | Palomar              | NEAT             |
| 244971        | 2004 BN37              | 19 de gener de 2004    | Kitt Peak            | Spacewatch       |
| 244972        | 2004 BX40              | 21 de gener de 2004    | Socorro              | LINEAR           |
| 244973        | 2004 BV41              | 19 de gener de 2004    | Catalina             | CSS              |
| 244974        | 2004 BA45              | 22 de gener de 2004    | Socorro              | LINEAR           |
| 244975        | 2004 BN55              | 22 de gener de 2004    | Socorro              | LINEAR           |
| 244976        | 2004 BA66              | 22 de gener de 2004    | Socorro              | LINEAR           |
| 244977        | 2004 BE68              | 27 de gener de 2004    | Socorro              | LINEAR           |
| 244978        | 2004 BZ77              | 22 de gener de 2004    | Socorro              | LINEAR           |
| 244979        | 2004 BL82              | 27 de gener de 2004    | Anderson Mesa        | LONEOS           |
| 244980        | 2004 BR84              | 27 de gener de 2004    | Anderson Mesa        | LONEOS           |
| 244981        | 2004 BF86              | 27 de gener de 2004    | Goodricke-Pigott     | Goodricke-Pigott |
| 244982        | 2004 BT91              | 25 de gener de 2004    | Haleakala            | NEAT             |
| 244983        | 2004 BM93              | 28 de gener de 2004    | Socorro              | LINEAR           |
| 244984        | 2004 BO98              | 27 de gener de 2004    | Kitt Peak            | Spacewatch       |
| 244985        | 2004 BN103             | 31 de gener de 2004    | Socorro              | LINEAR           |
| 244986        | 2004 BN109             | 28 de gener de 2004    | Catalina             | CSS              |
| 244987        | 2004 BK113             | 28 de gener de 2004    | Catalina             | CSS              |
| 244988        | 2004 BQ115             | 30 de gener de 2004    | Socorro              | LINEAR           |
| 244989        | 2004 BZ117             | 29 de gener de 2004    | Socorro              | LINEAR           |
| 244990        | 2004 BX118             | 30 de gener de 2004    | Catalina             | CSS              |
| 244991        | 2004 BD119             | 30 de gener de 2004    | Kitt Peak            | Spacewatch       |
| 244992        | 2004 BO119             | 30 de gener de 2004    | Socorro              | LINEAR           |
| 244993        | 2004 BE140             | 19 de gener de 2004    | Kitt Peak            | Spacewatch       |
| 244994        | 2004 BH147             | 22 de gener de 2004    | Socorro              | LINEAR           |
| 244995        | 2004 BK149             | 16 de gener de 2004    | Kitt Peak            | Spacewatch       |
| 244996        | 2004 BK152             | 19 de gener de 2004    | Kitt Peak            | Spacewatch       |
| 244997        | 2004 CT3               | 10 de febrer de 2004   | Palomar              | NEAT             |
| 244998        | 2004 CV7               | 10 de febrer de 2004   | Catalina             | CSS              |
| 244999        | 2004 CE10              | 11 de febrer de 2004   | Kitt Peak            | Spacewatch       |
| 245000        | 2004 CK25              | 11 de febrer de 2004   | Kitt Peak            | Spacewatch       |